# Flörsheim am Main
Flörsheim am Main ist eine Stadt mit 21.344 Einwohnern (31. Dezember 2024) im südhessischen Main-Taunus-Kreis. Sie liegt zentral im Rhein-Main-Gebiet zwischen Frankfurt am Main und Mainz bzw. Wiesbaden. Die Stadt besteht aus den Ortsbezirken Flörsheim-Stadtmitte, Weilbach, Wicker und Keramag/Falkenberg.

## Geographie

### Lage

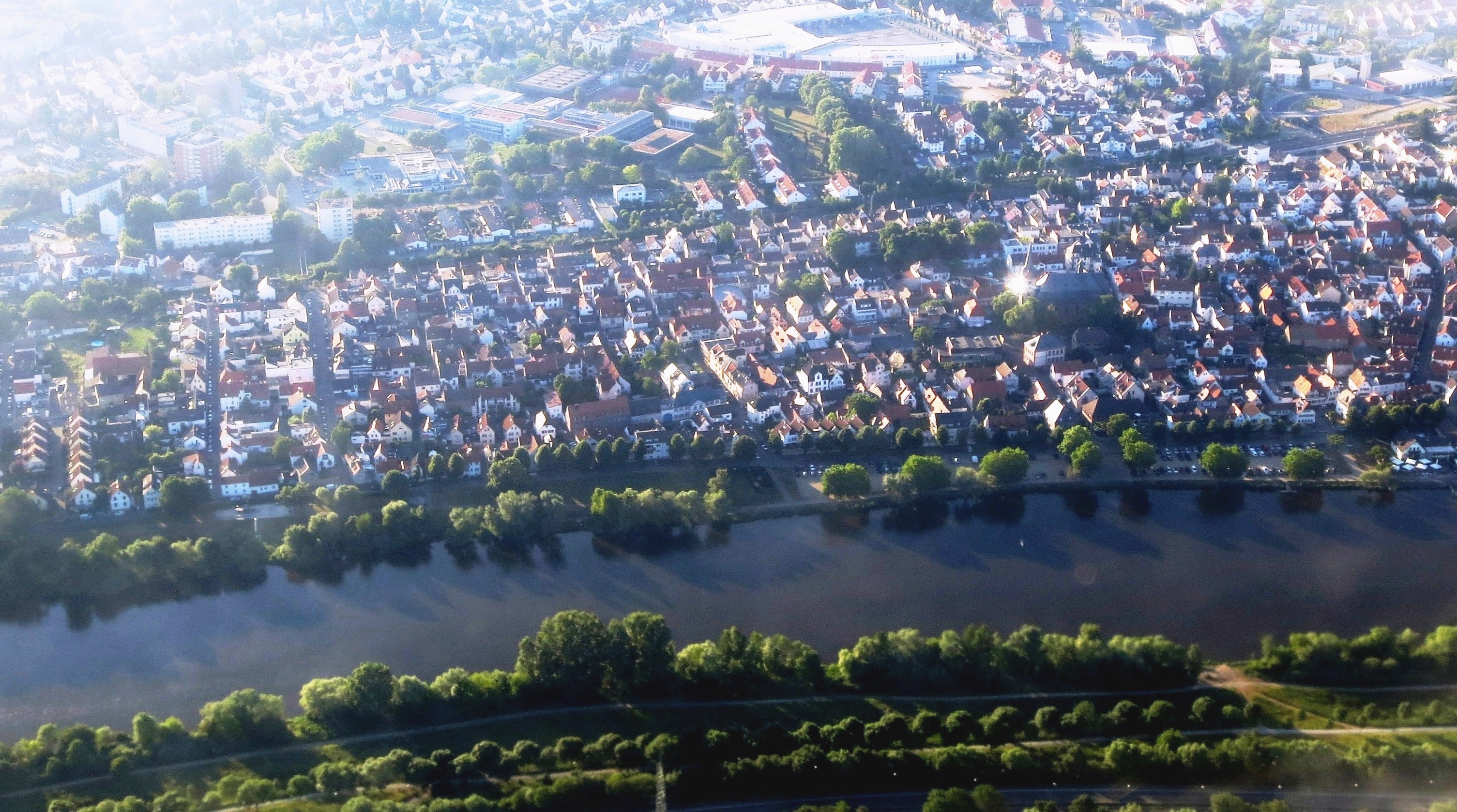
Luftbild des Flörsheimer Stadtzentrums. Im Vordergrund der Main mit der katholischen Kirche St. Gallus (mit Reflexion) dahinter. Im Hintergrund das Einkaufszentrum und die weiterführende Schule, 2015

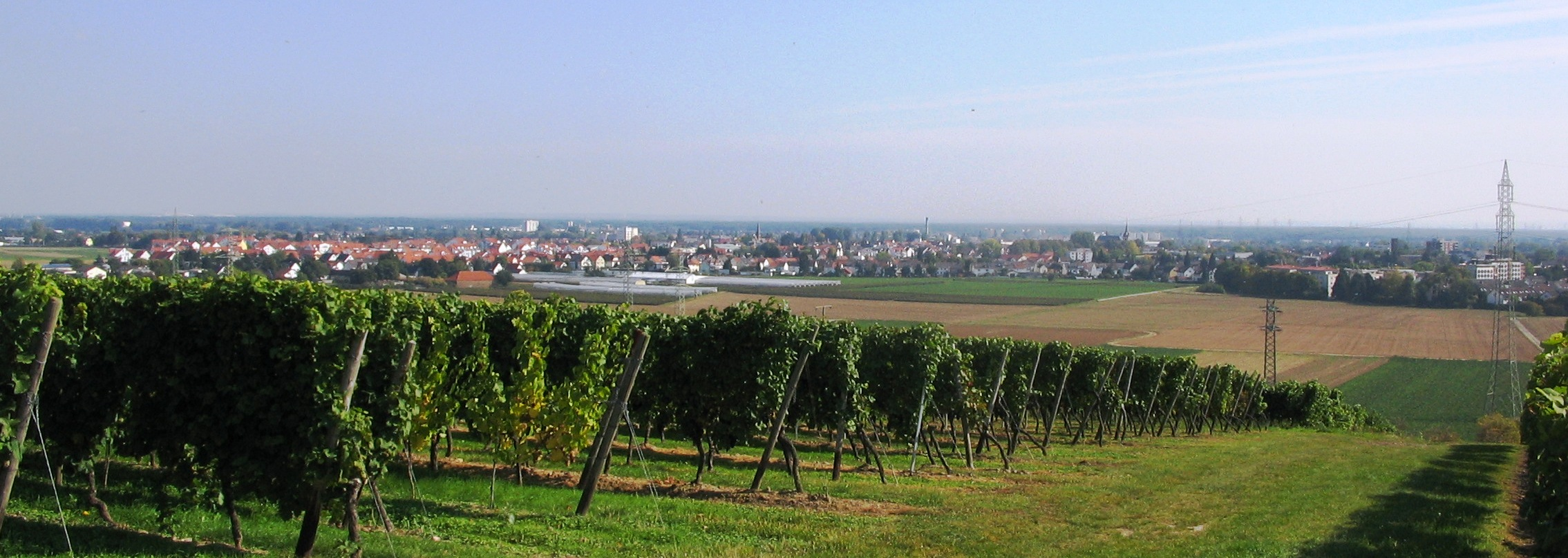
Blick von Flörsheimer Warte in Wicker nach Flörsheim-Stadtmitte

Flörsheim liegt rechts des Untermains. Die Altstadt erstreckt sich entlang des Flusses. Flörsheims Stadtmitte liegt in der Mainebene auf 90 m ü. NHN. Deutlich höher liegen Weilbach mit 113 m ü. NHN und Wicker mit 143 m ü. NHN. So begründen natürliche Hanglagen die Wickerer Weinanbautradition als Tor zum Rheingau und den heute gern bemühten Begriff der Flörsheimer Schweiz.

### Nachbargemeinden
Im Süden liegen gegenüber von Flörsheim-Stadtmitte die Städte Raunheim und Rüsselsheim am Main auf der linken Mainseite. Der Flörsheimer Ortsbezirk Weilbach grenzt im Nordosten an Hattersheim am Main und im Norden an Hofheim am Taunus. Der Ortsbezirk Wicker grenzt im Westen an Hochheim am Main und dessen Ortsbezirk Massenheim.

### Geologie
Im Stadtgebiet gab es mehrere Kalksteinbrüche und Gruben, die später teils als Mülldeponien genutzt wurden. Heute befindet sich im Bereich zwischen Wicker und Hochheim der Rhein-Main-Deponiepark. In jüngster Vergangenheit wurden Anstrengungen zur Renaturierung und Schaffung von Naherholung gemacht.

### Hydrologie

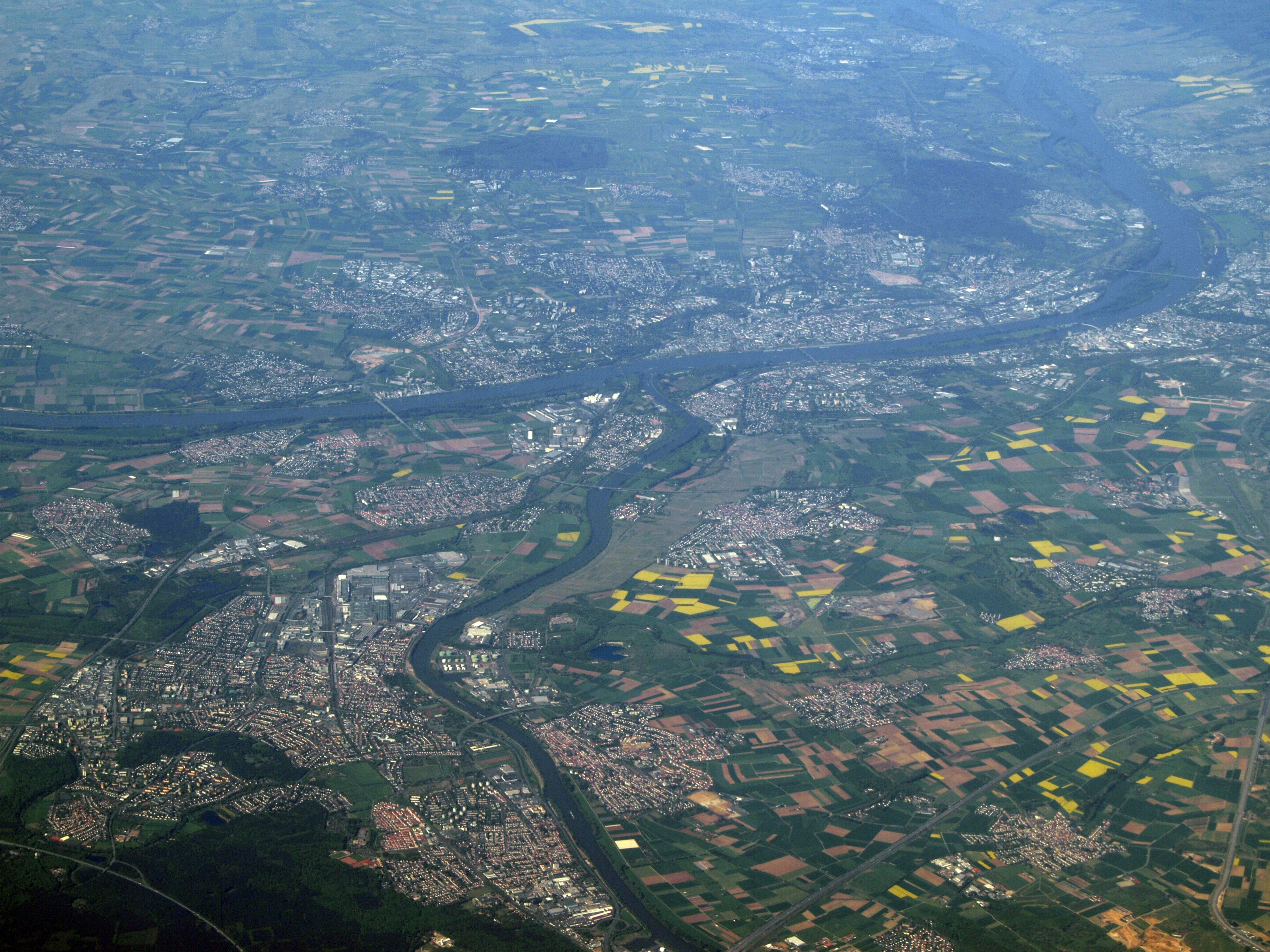
Die Mainmündung in den Rhein, oberhalb: Mainz und Rheinland-Pfalz, unterhalb: Hessen, links der Mainbiegung Rüsselsheim, rechts des Mains bis in die Biegung gelegen: Flörsheim, rechts davon Wicker, in der Bildecke unten rechts, durch die A 3 abgetrennt Weilbach

Aus nordöstlicher Richtung von Frankfurt her fließt der Main am Hattersheimer Ortsteil Eddersheim vorbei, wo der – im Ardelgraben in den Main mündende – Weilbach den Beginn der Flörsheimer Gemarkung markiert.
Diesseits von Rüsselsheim beenden Überflutungswiesen, die – nach ihrer Vorgängerin Opelbrücke genannte – Mainbrücke und ein kleiner Industriehafen die ufernahe Wohnbebauung.
Um den Hafen nimmt der Main eine Rechtsbiegung, bis sich im Mündungsbereich des Wickerbachs der Flörsheimer Ortsteil Keramag/Falkenberg anschließt, der weiter westlich an die Nachbargemeinde Hochheim grenzt.
In Bad Weilbach entspringt eine Natron-Lithion- und in einem kleinen Parkgelände eine Schwefelquelle.

### Fluglärm
An- oder Abflugschneisen von drei der vier Startbahnen des östlich jenseits des Mains gelegenen Frankfurter Flughafens, führen über das bewohnte Stadtgebiet.
Die Einwohner Flörsheims sind daher der Belastung von Fluglärm und Wirbelschleppen ausgesetzt. Teile des Flughafengeländes befanden sich bis 1980 als Wald im Eigentum der Stadt Flörsheim am Main.
Neben der Belastung profitiert Flörsheim von seiner zentralen Lage nahe dem Flughafen, zwischen den großen Städten des Rhein-Main-Gebietes: Frankfurt am Main, Wiesbaden, Mainz und Darmstadt.

### Einwohner
| Flörsheim-Stadtmitte:   | 14.098 |
| Weilbach/Bad Weilbach:  | 4.051  |
| Wicker:                 | 3.433  |
| Keramag/Falkenberg:     | 621    |
| Stadt Flörsheim am Main | 22.102 |

Neben dem Neuzubau hat Flörsheim durch die Zusammenlegung zum Jahreswechsel 1971/1972 mit den vormaligen Nachbargemeinden Weilbach im Norden und Wicker nordwestlich seine heutigen Ausmaße und Einwohnerzahlen gewonnen.

## Geschichte

### Frühgeschichte und Altertum
Ein am heutigen Flörsheim vorbeiführender frühgeschichtlicher Wanderungsweg wurde von den Römern zur Straße ausgebaut. Diese führte von Kastel über Hochheim, Flörsheim, Okriftel und Höchst in die Wetterau und weiter ins heutige Mitteldeutschland. Eine weitere Römerstraße zweigte zwischen Flörsheim und Weilbach nach Limburg an der Lahn ab. Das Straßenpflaster aus Kalkstein stammte aus Flörsheimer Steinbrüchen.

### Mittelalter
Die heutigen Stadtteile Flörsheim, Wicker und Weilbach entstanden aus Siedlungen der westgermanischen Volksgruppe der Franken. Flörsheim wurde im Jahr 828 erstmals urkundlich als Flaritesheim erwähnt. Der Ortsname könnte auf einen Franken namens „Flarido“ zurückgehen. Eine Schenkungsurkunde befindet sich im Hessischen Staatsarchiv Marburg. Erzbischof Hermann I. von Köln bestätigte im Jahr 922 seine Besitzungen im fränkischen Maingau. Er bezeichnete Flörsheim als Flaradesheim und Wicker als Weleron. Wicker wurde urkundlich erstmals im Jahr 910 und Weilbach im Jahr 1112 erwähnt.
Im Jahr 1270 wurde Flörsheim für 1050 Mark an das Mainzer Domkapitel verkauft. Um den Wasserverkehr auf dem Main zu kontrollieren, wurde Flörsheim im Verlauf des Mittelalters stark befestigt.

### Neuzeit
Die Hexenprozesse in Flörsheim dauerten von 1595 bis 1630. In Flörsheim, Weilbach und Wicker fielen über 71 Frauen, Männer und Kinder dem Hexenwahn zum Opfer. Zur „Bestreitung der Unkosten der wegen Ausrottung und Bestrafung des eingerissenen Lasters der Zauberei und Hexerei befohlenen Inquisition“ nahm die Gemeinde 1618 beim St.-Clara-Kloster in Mainz ein Darlehen auf, konnte aber keine Rückzahlungen leisten. Noch hundert Jahre später hatte die Stadt an der Schuldenlast zu tragen.
Während des Dreißigjährigen Krieges wurde Flörsheim verwüstet, nachdem der schwedische König Gustav Adolf seinen Vormarsch auf Mainz 1631 vor Flörsheims Befestigungen unterbrechen musste. Nach achttägiger Einschließung durch die Schweden ergab sich Flörsheim und blieb bis 1636 besetzt.

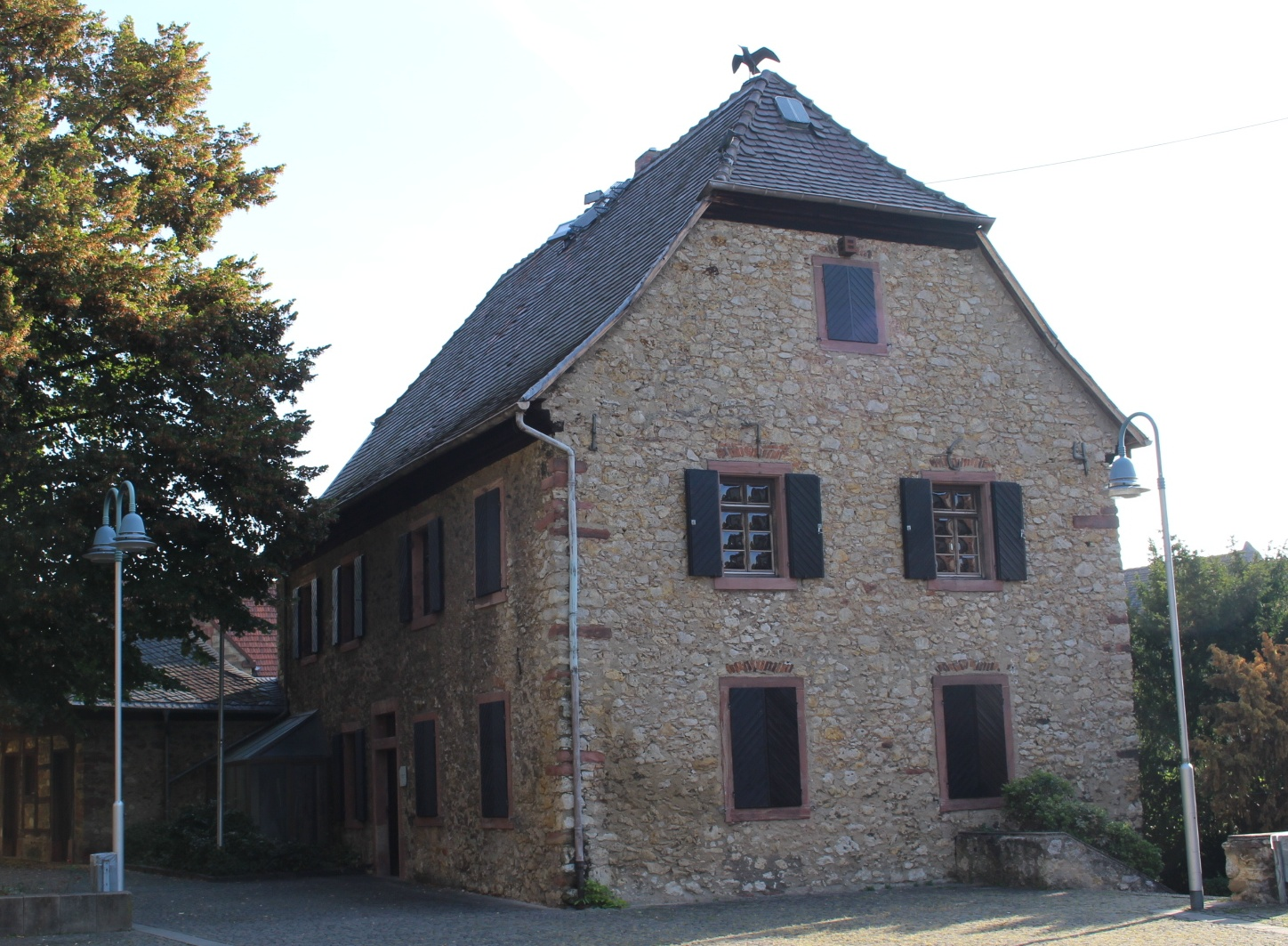
Alte Kirchschule, erbaut 1763. Das denkmalgeschützte Gebäude wird heute für Trauungen genutzt.

Auch die Kriege Friedrichs des Großen brachten Unheil über den Ort – aber auch die Industrialisierung. Im Jahr 1765 eröffnete der Mainzer Georg Ludwig Müller in Flörsheim eine Fayence-Fabrik mit etwa 80 Arbeitern. Das darin hergestellte Porzellan trägt als Marke drei große „F“ für „Flörsheimer Fayence-Fabrik“, die noch heute im Stadtwappen zu sehen sind. Die Fabrik bestand bis ins Jahr 1914.
Lange Zeit bestanden enge Bindungen zu Mainz. Das änderte sich erst zu Beginn des 19. Jahrhunderts während der Herrschaft Napoleons, als Flörsheim im Jahr 1803 dem Fürstentum Nassau-Weilburg – kurz danach – dem Herzogtum Nassau zugeschlagen wurde.
Im Jahr 1839 wurde zwischen Wiesbaden und Frankfurt die Taunus-Eisenbahn als erste hessische Eisenbahn erbaut. Nach der Planung sollten auch Anschlussgleise nach Darmstadt führen.
Der mit der Taunusbahn 1839 errichtete Bahnhof stammt vom Architekten Ignaz Opfermann. Er lag damals noch außerhalb der Altstadt und zählt zu den ältesten erhaltenen Bahnhöfen Deutschlands. 1875 wurde das Obergeschoss als Wohnung für den Bahnhofsvorsteher angebaut.
Im Jahr 1865 wurde die Freiwillige Feuerwehr Flörsheim gegründet. Nach dem Deutschen Krieg von 1866 kam Flörsheim zum Königreich Preußen, welches das Herzogtum Nassau annektiert hatte.
Im Jahr 1900 wurden in Flörsheim die ersten Telefonanschlüsse installiert, am 25. August 1914 erhielt der Ort elektrisches Licht. Im Ersten Weltkrieg hatte Flörsheim 104 Gefallene und 7 Vermisste zu beklagen. Nach dem Krieg besetzten französische Truppen am 1. Dezember 1918 den Ort. Die Franzosen hielten Flörsheim im Zuge der Alliierten Rheinlandbesetzung bis in die späten 1920er Jahre besetzt.
Seit Gründung des Opel-Werkes in Rüsselsheim 1862 arbeiteten dort viele Menschen aus Flörsheim, Weilbach und Wicker.
An die Fährverbindung, die sie nutzten, erinnern heute zwei Denkmäler aus rotem Mainsandstein direkt am Ufer, beiderseits des Mains. Die Statue des Brückenheiligen Nepomuk am Konrad-Adenauer-Ufer sollte bei der Überfahrt Schutz gewähren.

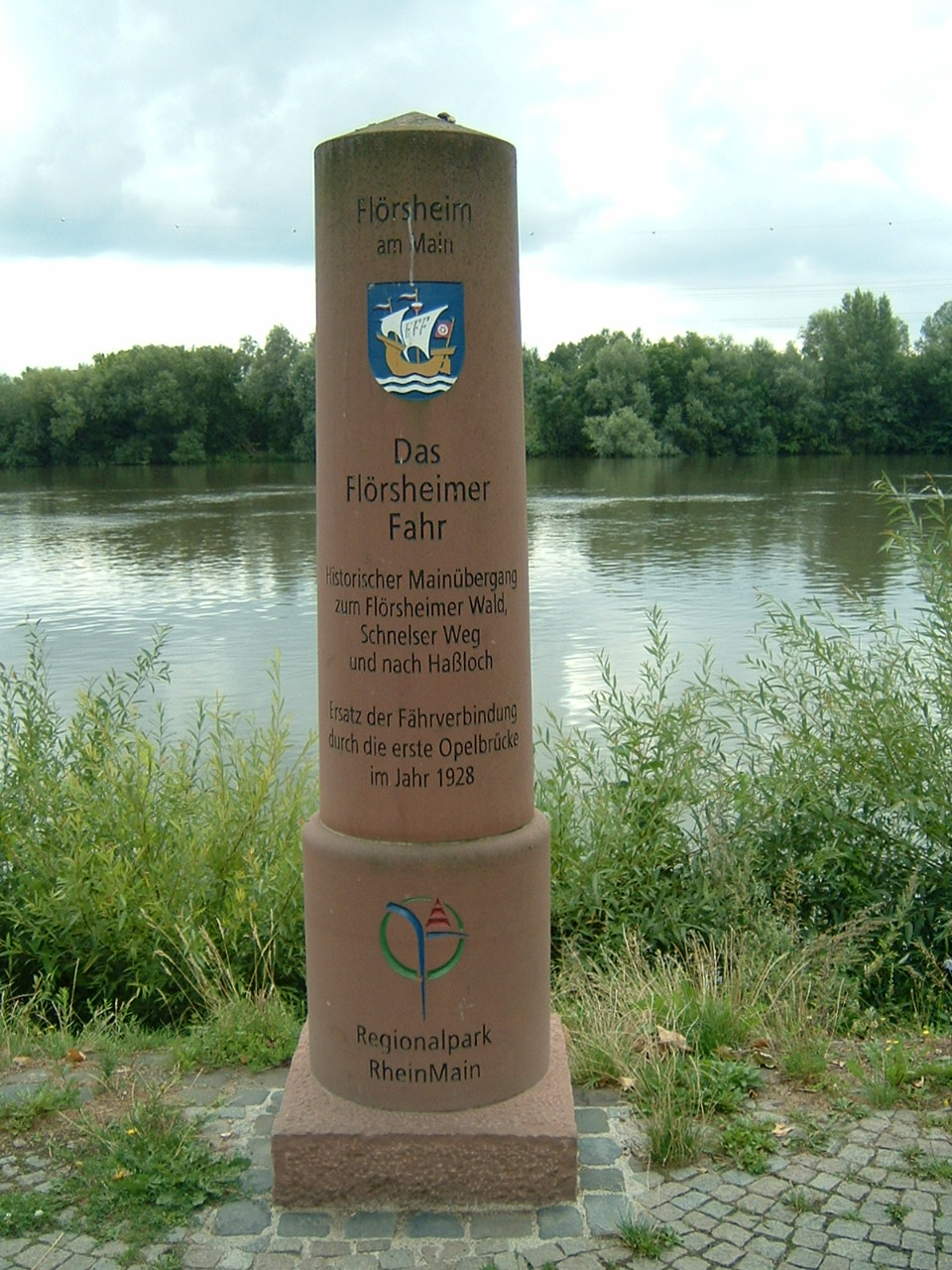
Flörsheimer Fahr, bis 1928 Anlegeplatz der Fähre nach Raunheim
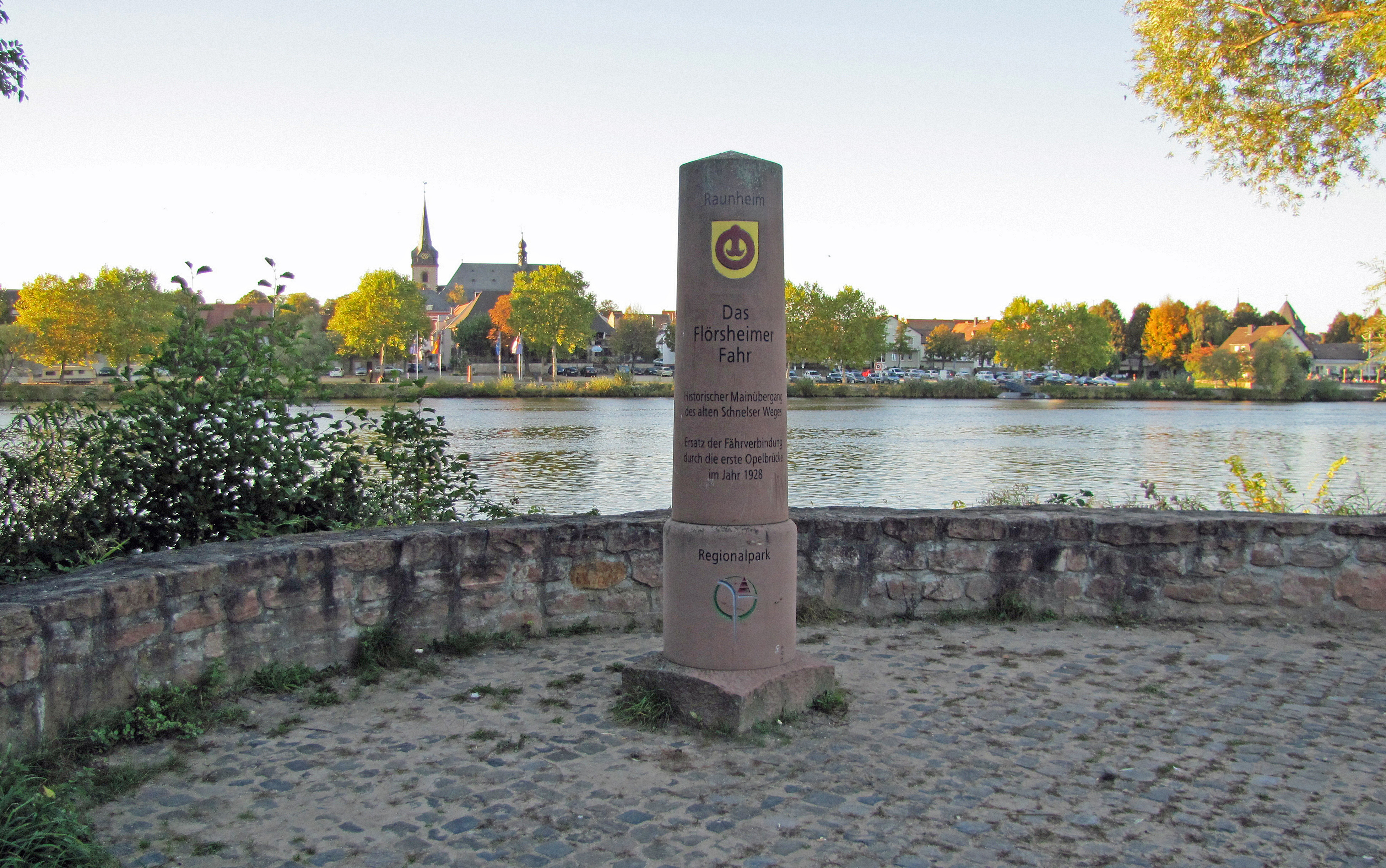
Das Gegenstück auf der Raunheimer Seite am gegenüberliegenden Ufer
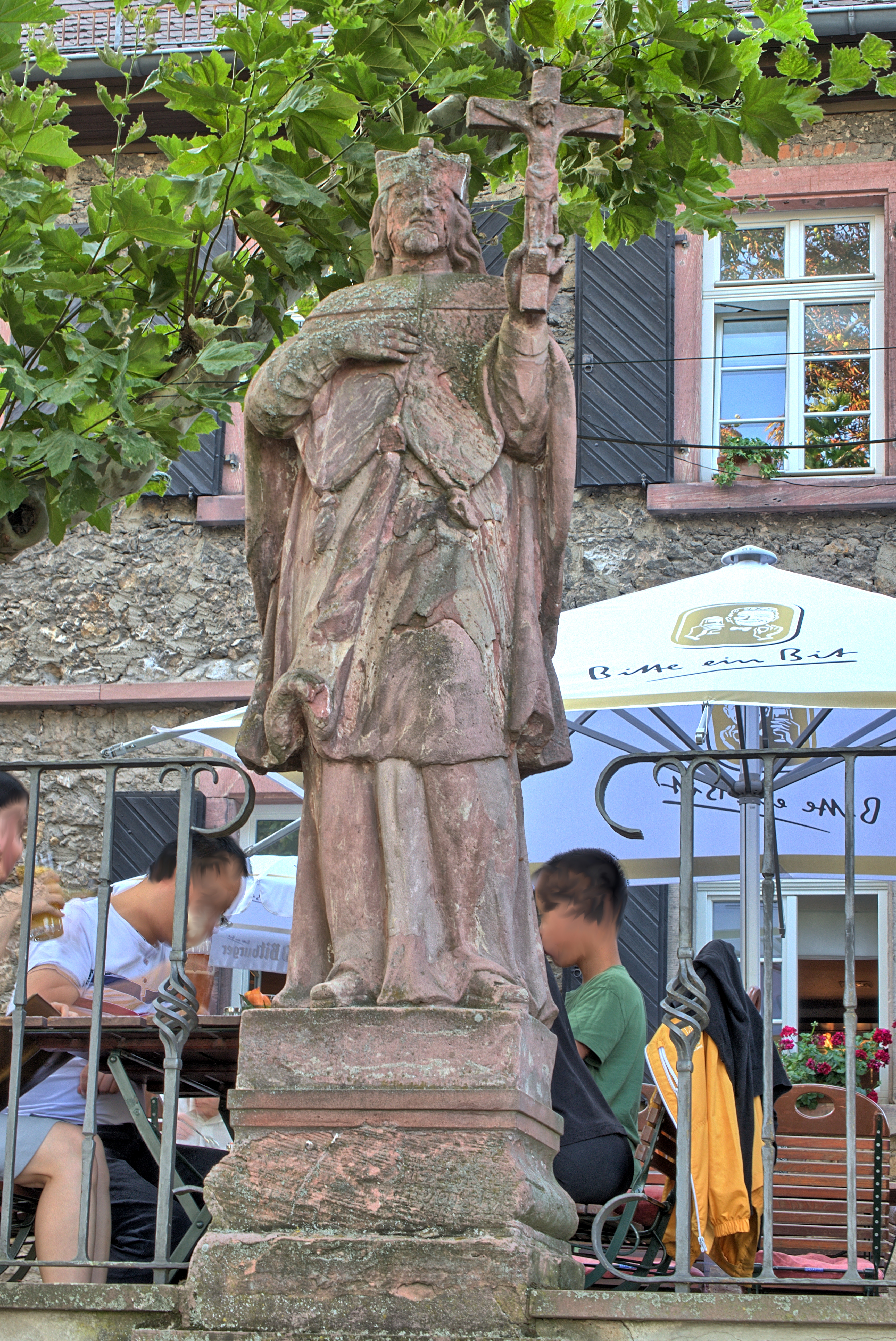
Statue des Brückenheiligen Nepomuk (1741)

Erst die am 26. August 1928 eingeweihte „Opelbrücke“ schuf eine Straßenverbindung nach Rüsselsheim. Diese Brücke wurde 1979 abgerissen und etwas weiter mainaufwärts durch eine größere Brücke mit vierspuriger Fahrbahn ersetzt.
In der Nacht vom 18. auf den 19. Juli 1938 wurde der 1666 angelegte jüdische Friedhof von Flörsheim von Nationalsozialisten zerstört. Am 10. November 1938 wurde in der Reichskristallnacht auch die 1718 errichtete Flörsheimer Synagoge zerstört. Durch die Vertreibung und Ermordung der 52 Juden der Stadt war Flörsheim bis 1945 „judenfrei“.
Im Zweiten Weltkrieg gingen in der Nacht vom 8. zum 9. September 1942 auf den Ort und die Gemarkung Flörsheim 29 Sprengbomben nieder. Durch den schweren Bombenangriff entstanden 26 Brände und 11 Gebäude – davon 9 Wohnhäuser – wurden völlig zerstört sowie 81 Gebäude, fast nur Wohnhäuser, schwer beschädigt. Fünf Menschen starben. Am 23. März 1945 sprengten deutsche Truppen die von Rüsselsheim über den Main führende Opelbrücke, um den Vormarsch amerikanischer Truppen aufzuhalten. Die Amerikaner marschierten dennoch am nächsten Tag in Flörsheim ein.

### Zeitgeschichte
Nach dem Zweiten Weltkrieg und der Auflösung des Freistaats Preußen durch die Alliierten im Jahr 1945 kam Flörsheim zum neu gebildeten Groß-Hessen, dem späteren Bundesland Hessen.
Im Jahr 1953 erhielt Flörsheim das Stadtrecht.
Am 31. Dezember 1971 wurden die bis dahin selbständigen Gemeinden Weilbach und Wicker im Zuge der Gebietsreform in Hessen auf freiwilliger Basis in die Stadt Flörsheim eingemeindet.
Für die ehemals eigenständigen Gemeinden sowie für die Kernstadt wurden Ortsbezirke mit Ortsbeirat und Ortsvorsteher nach der Hessischen Gemeindeordnung gebildet.
Am 1. Januar 1978 wurde der Name der Stadt amtlich in Flörsheim am Main geändert.

### Namensentwicklung
Die Namensendung auf „-heim“ deutet auf einen fränkischen Ursprung hin, während sich der erste Namensteil möglicherweise auf einen germanischen Personennamen wie „Flarid“ oder „Flarad“ zurückführen lässt.
Die Zuordnung einer urkundlichen Erwähnung in einem Kartular des Klosters Fulda aus dem Jahr 828: „Tradidit Reginpraht ad Flaritesheim mancipia II“, deutsch: Es übertrug Reginpraht zu Flörsheim zwei Hörige. zu Flörsheim am Main ist spekulativ.
Urkundlich zweifelsfrei auf die Ortschaft am Main bezieht sich eine Benennung vom 11. August 922 durch Hermann I. von Köln. In der Urkunde werden als Besitzungen im „pago Moinacense“ – Gau am Main – „Flaradesheim“ – Flörsheim – und „Wikeron“ – Wicker – genannt.
1171 erschien im Lehnsbuch der Herren von Eppstein der Eintrag dorff in Vlersheim.
1270 in der Beurkundung des Dorfverkaufs an das Domkapitel des Erzbistums Mainz zum 1. April wird das Dorf als villam nostram Flersheim bezeichnet.
Seit 1. Januar 1978 heißt die Stadt amtlich Flörsheim am Main, nachdem zuvor schon abkürzende Schreibweisen wie Flörsheim/M, Flörsheim/Main oder Flörsheim a. M. gebräuchlich waren.
Im örtlichen Dialekt heißt die Stadt „Flerschem“.

### Staats- und Verwaltungsgeschichte im Überblick
Die folgende Liste zeigt die Staaten und Verwaltungseinheiten, denen Flörsheim angehörte:
- vor 1787: Heiliges Römisches Reich, Kurmainz, Mainzer Domkapitel, Amt Hochheim
- ab 1787: Kurmainz, Unteres Erzstift, Ämter des Domkapitels zu Mainz, Domdechaneiamt in Mainz
- ab 1803: Heiliges Römisches Reich, Fürstentum Nassau-Usingen (durch Reichsdeputationshauptschluss), Amt Hochheim
- ab 1806: Herzogtum Nassau, Amt Wallau
- ab 1816: Herzogtum Nassau, Amt Hochheim
- ab 1849: Herzogtum Nassau, Kreisamt Höchst (Justizamt Hochheim bis 1854)
- ab 1854: Herzogtum Nassau, Amt Hochheim
- ab 1867: Königreich Preußen, Provinz Hessen-Nassau, Regierungsbezirk Wiesbaden, Mainkreis (Trennung zwischen Justiz (Amtsgericht Hochheim) und Verwaltung)
- ab 1871: Deutsches Reich, Königreich Preußen, Provinz Hessen-Nassau, Regierungsbezirk Wiesbaden, Mainkreis
- ab 1886: Deutsches Reich, Königreich Preußen, Provinz Hessen-Nassau, Regierungsbezirk Wiesbaden, Kreis Wiesbaden
- ab 1918: Deutsches Reich, Freistaat Preußen, Provinz Hessen-Nassau, Regierungsbezirk Wiesbaden, Kreis Wiesbaden
- ab 1928: Deutsches Reich, Freistaat Preußen, Provinz Hessen-Nassau, Regierungsbezirk Wiesbaden, Main-Taunus-Kreis
- ab 1944: Deutsches Reich, Freistaat Preußen, Provinz Nassau, Main-Taunus-Kreis
- ab 1945: Amerikanische Besatzungszone, Groß-Hessen, Regierungsbezirk Wiesbaden, Main-Taunus-Kreis
- ab 1946: Amerikanische Besatzungszone, Hessen, Regierungsbezirk Wiesbaden, Main-Taunus-Kreis
- ab 1949: Bundesrepublik Deutschland, Hessen, Regierungsbezirk Wiesbaden, Main-Taunus-Kreis
- ab 1968: Bundesrepublik Deutschland, Hessen, Regierungsbezirk Darmstadt, Main-Taunus-Kreis

## Bevölkerung

### Einwohnerstruktur 2011
Nach den Erhebungen des Zensus 2011 lebten am Stichtag, dem 9. Mai 2011, in Flörsheim am Main 19.924 Einwohner. Darunter waren 1949 (9,8 %) Ausländer, von denen 843 aus dem EU-Ausland, 675 aus anderen europäischen Ländern und 433 aus anderen Staaten kamen. Von den deutschen Einwohnern hatten 24,2 % einen Migrationshintergrund. Nach dem Lebensalter waren 3606 Einwohner unter 18 Jahren, 8811 waren zwischen 18 und 49, 44310 zwischen 50 und 64 und 45705 Einwohner waren älter. Die Einwohner lebten in 8847 Haushalten. Davon waren 2859 Singlehaushalte, 2583 Paare ohne Kinder und 2505 Paare mit Kindern, sowie 705 Alleinerziehende und 195W Wohngemeinschaften. In 1746 Haushalten lebten ausschließlich Senioren/-innen und in 6279 Haushaltungen leben keine Senioren/-innen.

### Einwohnerentwicklung
Quelle: Historisches Ortslexikon
- 1637: 104 Bürger
- 1697: 162 Viehhalter
- 1730: 1206 Einwohner
- 1740: 1356 Einwohner
- 1792: 196 Bürger
- 1851: 2231 Einwohner (505 Haushalte)
- 1900: 3711 Einwohner (753 Haushalte)
- 1950: 9007 Einwohner (1242 Heimatvertriebene, 3145 Haushalte)

| Flörsheim: Einwohnerzahlen von 1819 bis 2020 | Flörsheim: Einwohnerzahlen von 1819 bis 2020 | Flörsheim: Einwohnerzahlen von 1819 bis 2020 | Flörsheim: Einwohnerzahlen von 1819 bis 2020 | Flörsheim: Einwohnerzahlen von 1819 bis 2020 |
| --- | -------------------------------------------- | -------------------------------------------- | -------------------------------------------- | -------------------------------------------- |
| Jahr |                                              |                                              |                                              | Einwohner                                    |
| 1819 | 1819                                         |                                              | 1.591                                        | 1.591                                        |
| 1830 | 1830                                         |                                              | 1.741                                        | 1.741                                        |
| 1834 | 1834                                         |                                              | 1.859                                        | 1.859                                        |
| 1840 | 1840                                         |                                              | 2.095                                        | 2.095                                        |
| 1846 | 1846                                         |                                              | 2.249                                        | 2.249                                        |
| 1852 | 1852                                         |                                              | 2.249                                        | 2.249                                        |
| 1858 | 1858                                         |                                              | 2.480                                        | 2.480                                        |
| 1864 | 1864                                         |                                              | 2.331                                        | 2.331                                        |
| 1871 | 1871                                         |                                              | 2.223                                        | 2.223                                        |
| 1875 | 1875                                         |                                              | 2.517                                        | 2.517                                        |
| 1885 | 1885                                         |                                              | 2.811                                        | 2.811                                        |
| 1895 | 1895                                         |                                              | 3.212                                        | 3.212                                        |
| 1905 | 1905                                         |                                              | 4.112                                        | 4.112                                        |
| 1910 | 1910                                         |                                              | 4.644                                        | 4.644                                        |
| 1925 | 1925                                         |                                              | 5.550                                        | 5.550                                        |
| 1939 | 1939                                         |                                              | 6.769                                        | 6.769                                        |
| 1946 | 1946                                         |                                              | 8.132                                        | 8.132                                        |
| 1950 | 1950                                         |                                              | 9.007                                        | 9.007                                        |
| 1956 | 1956                                         |                                              | 9.163                                        | 9.163                                        |
| 1961 | 1961                                         |                                              | 9.890                                        | 9.890                                        |
| 1967 | 1967                                         |                                              | 10.076                                       | 10.076                                       |
| 1970 | 1970                                         |                                              | 10.225                                       | 10.225                                       |
| 1973 | 1973                                         |                                              | 15.901                                       | 15.901                                       |
| 1975 | 1975                                         |                                              | 16.164                                       | 16.164                                       |
| 1980 | 1980                                         |                                              | 16.497                                       | 16.497                                       |
| 1985 | 1985                                         |                                              | 16.229                                       | 16.229                                       |
| 1990 | 1990                                         |                                              | 16.959                                       | 16.959                                       |
| 1995 | 1995                                         |                                              | 17.739                                       | 17.739                                       |
| 2000 | 2000                                         |                                              | 19.243                                       | 19.243                                       |
| 2005 | 2005                                         |                                              | 19.891                                       | 19.891                                       |
| 2010 | 2010                                         |                                              | 20.338                                       | 20.338                                       |
| 2011 | 2011                                         |                                              | 19.924                                       | 19.924                                       |
| 2015 | 2015                                         |                                              | 20.623                                       | 20.623                                       |
| 2020 | 2020                                         |                                              | 21.695                                       | 21.695                                       |
| Datenquelle: Historisches Gemeindeverzeichnis für Hessen: Die Bevölkerung der Gemeinden 1834 bis 1967. Wiesbaden: Hessisches Statistisches Landesamt, 1968. Weitere Quellen: LAGIS; Hessisches Statistisches Informationssystem; Zensus 2011 Nach 1970 einschließlich der im Zuge der Gebietsreform in Hessen eingegliederten Orte. |                                              |                                              |                                              |                                              |

### Religionszugehörigkeit
| • 1885: | 141 evangelische (= 5,02 %), 2620 katholische (= 93,21 %), 50 jüdische (= 1,78 %) Einwohner      |
| • 1961: | 2438 evangelische (= 24,65 %), 7183 katholisch (= 72,63 %) Einwohner                             |
| • 1987: | 4094 evangelische (= 24,79 %), 9889 katholische (= 59,88 %), 2532 sonstige (= 15,33 %) Einwohner |
| • 2011: | 4500 evangelische (= 22,58 %), 8180 katholische (= 41,06 %), 7240 sonstige (= 36,34 %) Einwohner |

## Politik

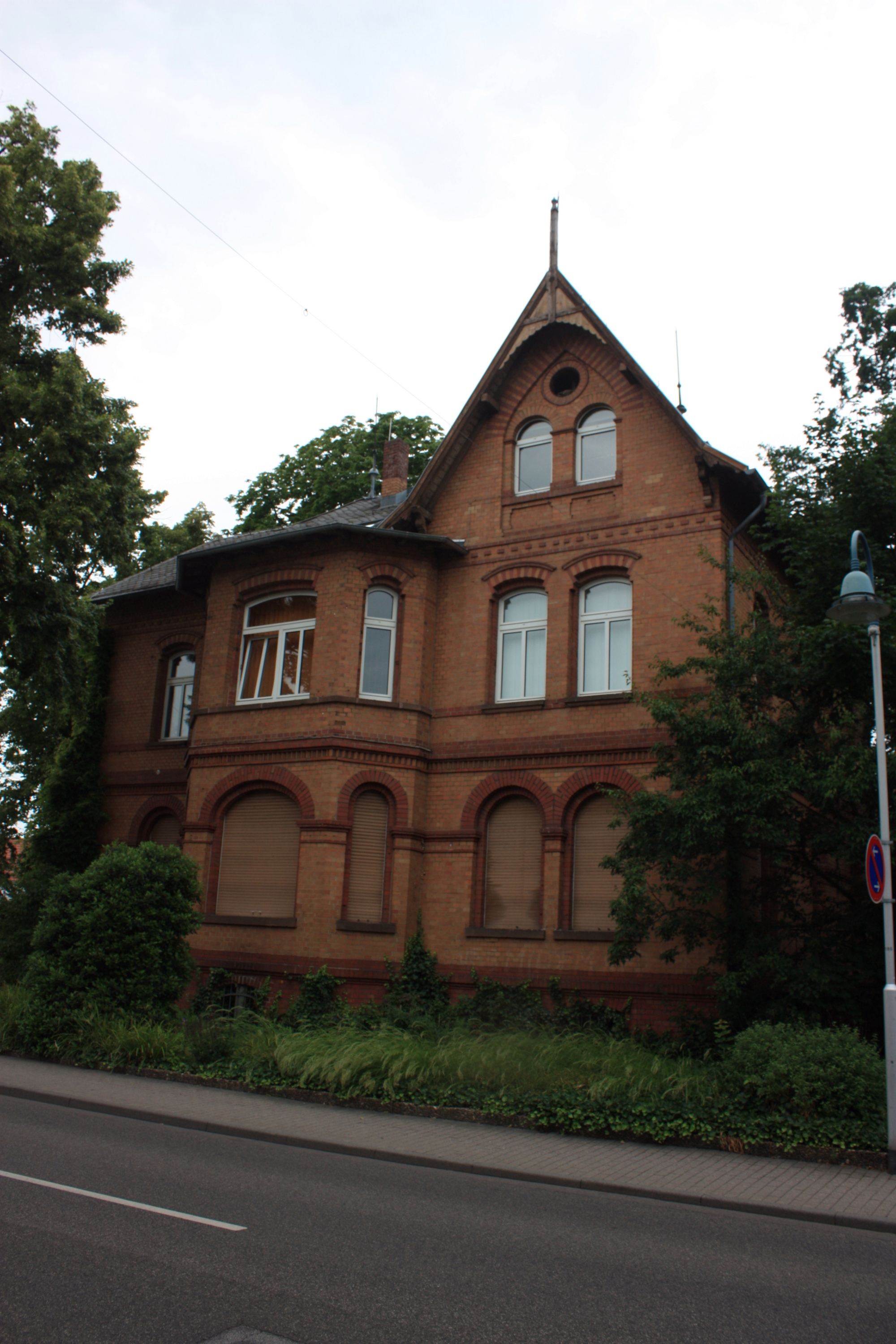
Ehemaliges Rathaus in der Villa und ehemaligen Arztpraxis des Sanitätsrates Emil Börner

Der konstitutionelle Aufbau der Stadt Flörsheim am Main richtet sich nach der Hessischen Gemeindeordnung und der Hauptsatzung der Stadt in der Fassung vom 8. November 2012. Sie bestimmt über die Mitgliederzahl der Stadtverordnetenversammlung und des Magistrats und über Einzelheiten der Aufgabenverteilung zwischen beiden Gremien. Grundsätzlich fungiert die Stadtverordnetenversammlung, aus von den Bürgern der Stadt gewählten Stadtverordneten, als oberstes Organ der kommunalen Selbstverwaltung. Der Magistrat besorgt als ausführendes Organ unter Vorsitz des Bürgermeisters die laufende Verwaltung der Stadt. Die Hauptsatzung regelt die Einteilung der Stadt in vier Ortsbezirke und legt die Größe der Ortsbeiräte auf jeweils neun Mitglieder sowie für den Ortsbeirat Keramag/Falkenberg auf fünf Mitglieder fest. Zudem wird ein Ausländerbeirat mit elf Mitgliedern eingerichtet.
Die Stadt Flörsheim unterliegt nach der Hessischen Gemeindeordnung der Kommunalaufsicht durch den Landrat des Main-Taunus-Kreises.

### Stadtverordnetenversammlung
Die Stadtverordnetenversammlung ist das oberste Organ der Stadt. Ihre politische Zusammensetzung wird alle fünf Jahre in der Kommunalwahl durch die Wahlbevölkerung der Stadt bestimmt. Wählen darf, wer das 18. Lebensjahr vollendet hat und deutscher Staatsbürger im Sinne des Grundgesetzes oder Staatsangehöriger eines der übrigen Mitgliedstaaten der Europäischen Union ist. Für alle Wahlberechtigten gilt, dass sie seit mindestens drei Monaten in der Stadt gemeldet sein müssen.
Die Kommunalwahl am 14. März 2021 lieferte folgendes Ergebnis: in Vergleich gesetzt zu früheren Kommunalwahlen:
| Sitzverteilung in der Stadtverordnetenversammlung 2021Insgesamt 37 Sitze - SPD: 7 - GALF: 7 - FDP: 3 - CDU: 13 - dfb: 7 | Parteien und Wählergemeinschaften | Parteien und Wählergemeinschaften           | 2021     | 2021  | 2016     | 2016  | 2011     | 2011  | 2006     | 2006  | 2001     | 2001  | 1997     | 1997  |
| Sitzverteilung in der Stadtverordnetenversammlung 2021Insgesamt 37 Sitze - SPD: 7 - GALF: 7 - FDP: 3 - CDU: 13 - dfb: 7 | Parteien und Wählergemeinschaften | Parteien und Wählergemeinschaften           | Anteil 1 | Sitze | Anteil 1 | Sitze | Anteil 1 | Sitze | Anteil 1 | Sitze | Anteil 1 | Sitze | Anteil 1 | Sitze |
| Sitzverteilung in der Stadtverordnetenversammlung 2021Insgesamt 37 Sitze - SPD: 7 - GALF: 7 - FDP: 3 - CDU: 13 - dfb: 7 | CDU                               | Christlich Demokratische Union Deutschlands | 35,4     | 13    | 30,1     | 11    | 37,8     | 14    | 49,4     | 18    | 48,0     | 18    | 46,6     | 17    |
| Sitzverteilung in der Stadtverordnetenversammlung 2021Insgesamt 37 Sitze - SPD: 7 - GALF: 7 - FDP: 3 - CDU: 13 - dfb: 7 | GALF                              | Grüne Alternative Liste Flörsheim           | 19,5     | 7     | 16,3     | 6     | 25,4     | 10    | 18,0     | 7     | 22,1     | 8     | 21,3     | 8     |
| Sitzverteilung in der Stadtverordnetenversammlung 2021Insgesamt 37 Sitze - SPD: 7 - GALF: 7 - FDP: 3 - CDU: 13 - dfb: 7 | SPD                               | Sozialdemokratische Partei Deutschlands     | 19,0     | 7     | 30,4     | 11    | 28,0     | 10    | 22,8     | 8     | 25,3     | 9     | 27,1     | 10    |
| Sitzverteilung in der Stadtverordnetenversammlung 2021Insgesamt 37 Sitze - SPD: 7 - GALF: 7 - FDP: 3 - CDU: 13 - dfb: 7 | dfb                               | Die freien Bürger                           | 18,1     | 7     | 14,7     | 6     | 5,0      | 2     | 4,1      | 2     | –        | –     | –        | –     |
| Sitzverteilung in der Stadtverordnetenversammlung 2021Insgesamt 37 Sitze - SPD: 7 - GALF: 7 - FDP: 3 - CDU: 13 - dfb: 7 | FDP                               | Freie Demokratische Partei                  | 8,0      | 3     | 8,5      | 3     | 3,8      | 1     | 5,7      | 2     | 4,6      | 2     | 5,0      | 2     |
| Sitzverteilung in der Stadtverordnetenversammlung 2021Insgesamt 37 Sitze - SPD: 7 - GALF: 7 - FDP: 3 - CDU: 13 - dfb: 7 | Ungültige Stimmen in %            | Ungültige Stimmen in %                      | 3,2      | –     | 4,5      | –     | 3,5      | –     | 2,9      | –     | 2,4      | –     | 3,1      | –     |
| Sitzverteilung in der Stadtverordnetenversammlung 2021Insgesamt 37 Sitze - SPD: 7 - GALF: 7 - FDP: 3 - CDU: 13 - dfb: 7 | Sitze gesamt                      | Sitze gesamt                                | 37       | 37    | 37       | 37    | 37       | 37    | 37       | 37    | 37       | 37    | 37       | 37    |
| Sitzverteilung in der Stadtverordnetenversammlung 2021Insgesamt 37 Sitze - SPD: 7 - GALF: 7 - FDP: 3 - CDU: 13 - dfb: 7 | Wahlbeteiligung in %              | Wahlbeteiligung in %                        | 51,2     | 51,2  | 51,0     | 51,0  | 47,5     | 47,5  | 49,2     | 49,2  | 61,4     | 61,4  | 68,3     | 68,3  |

Es waren 37 Stadtverordnete sowie die Ortsbeiräte der Stadt für die Legislaturperiode vom 1. April 2021 bis 31. März 2026 zu wählen. Von 16.417 Wahlberechtigten gingen 8.405 zur Wahl. Somit stieg die Wahlbeteiligung von 51,0 Prozent im Jahr 2016 auf 51,2 Prozent im Jahr 2021.

### Bürgermeister und Magistrat
Nach der hessischen Kommunalverfassung wird der Bürgermeister für eine sechsjährige Amtszeit gewählt, seit dem Jahr 1993 in einer Direktwahl, und ist Vorsitzender des Magistrats, dem in der Stadt Flörsheim neben dem Bürgermeister hauptamtlich ein Erster Stadtrat und ehrenamtlich zwölf weitere Stadträte angehören. Bürgermeister ist seit dem 1. November 2018 Bernd Blisch (CDU). Er setzte sich am 27. Mai 2018 im ersten Wahlgang gegen Amtsinhaber Michael Antenbrink (SPD), der sich um eine dritte Amtszeit beworben hatte, bei 49,3 Prozent Wahlbeteiligung mit 61,2 Prozent der Stimmen durch. Es folgte eine Wiederwahl im Juni 2024.
Amtszeiten der Bürgermeister
- 2018–2030 Bernd Blisch (CDU)[42]
- 2006–2018 Michael Antenbrink (SPD)
- 2001–2006 Ulrich Krebs (CDU) (wechselte 9. Mai 2006 als Landrat zum Hochtaunuskreis)
- 1979–2000 Dieter Wolf (CDU)
- 1962–1979 Josef Anna (CDU)
- 1396–1962 Mehr Schultheißen und Bürgermeister sind weiter unten aufgelistet.

Magistrat
Der Magistrat ist als Kollegialorgan die Verwaltungsbehörde der Stadt. Er besteht aus dem Bürgermeister als Vorsitzenden, dem Ersten Stadtrat und weiteren Stadträten. In der Praxis besteht die weit überwiegende Mehrheit des Magistrats aus ehrenamtlichen Mitgliedern. Die Zahl der hauptamtlichen Stadträte darf die der ehrenamtlichen jedenfalls nicht übersteigen.
Der Magistrat besorgt die laufende Verwaltung und wird von den Bediensteten der Stadt unterstützt. Diese stellt er ein, befördert und entlässt sie. Er trifft die Entscheidungen zu laufenden Verwaltungsangelegenheiten, bereitet gemeinsam mit der Verwaltung die Beschlüsse der Stadtverordnetenversammlung vor und führt diese aus. Er wirkt mit bei der Ausführung der Gesetze und Verordnungen innerhalb der Stadt, bei der Verwaltung des Vermögens, bei der Erstellung des Haushaltsplanes sowie bei der Überwachung des Kassen- und Rechnungswesens. Auch die Wahrung der Bürgerinteressen ist seine Aufgabe. Er vertritt die Gemeinde nach außen, führt den Schriftwechsel und vollzieht die Gemeindeurkunden. Er tagt unter Vorsitz des Bürgermeisters in nicht-öffentlichen Sitzungen. An den Sitzungen der Stadtverordnetenversammlung nimmt der Magistrat ohne Stimmrecht teil.
Die ehrenamtlichen Stadträte werden von der Stadtverordnetenversammlung in oder bald nach der konstituierenden Sitzung für die fünfjährige Wahlperiode bis zur nächsten Kommunalwahl in den Magistrat gewählt. Für die Dauer ihrer Wahlzeit werden sie zu Ehrenbeamten ernannt und können zwar zurücktreten, aber im Gegensatz zu hauptamtlichen Magistratsmitgliedern nicht abgewählt werden. Die Stärke der in der Stadtverordnetenversammlung vertretenen Fraktionen spiegelt sich grundsätzlich in der Zusammensetzung des ehrenamtlichen Magistrats wider.
Hauptamtliche Stadträte werden von der Stadtverordnetenversammlung auf die Dauer von sechs Jahren als Wahlbeamte gewählt. In Flörsheim gibt es zwei hauptamtliche Magistratsmitglieder: Bürgermeister Bernd Blisch (CDU) und die Erste Stadträtin Renate Mohr (GALF), am 11. April 2019 gewählt und seit 28. Juli 2019 im Amt. Nach dem Geschäftsverteilungsplan des Bürgermeisters sind beide als Dezernenten jeweils für einen Teil der Ämter und Fachbereiche der Stadtverwaltung zuständig. Das Dezernat der Ersten Stadträtin umfasst die Fachbereiche: Amt für Kinder, Jugend und Familien, Amt für Soziales und Wohnen, Stadtbauamt, Hochbauamt, Straßen- und Grünflächenamt, Baubetriebshof, Stabsstelle Verkehrs- und Lärmentlastung, Stabsstelle Klima- und Umweltschutz; alles andere gehört zum Dezernat des Bürgermeisters.
Ehemalige Schultheißen und Bürgermeister
(Die frühen Jahreszahlen beruhen auf urkundlichen Erwähnungen, die keinen Schluss auf die Spanne der jeweiligen Amtszeiten erlauben.)
- 1396: Konrad Schrot
- 1431 Gerhard Palez
- 1433 Peter Winter
- 1450 Michael Stork
- 1468 G. Euden
- 1502 Hans Frohmut
- 1509 Hans Strauß
- 15??[51] Michael Strauck oder Strauß
(genannt Storich)
- 1588 Georg Hardt
- 1617 Johann Euler
- 1621 Joachim Satorius
- 1627 Joh. Konrad Spahn
- 1642 Eberhard Faulhaber
- 1666 Joh. Paul Widdermann
- 1670 Johann Stein
- 1673 Johann Kester
- 1677 Kilian Bohrmann
- 1679–1710 Georg Bernhardt
(Errichter der Kreuze am Schützenhof und am Hochheimer Weg; † 15. März 1710)
- 1717 Oswald Anschütz
- 1723 Wiegand Hochheimer
- 1737 Wiegand Hochheimer
(der Sohn)
- 1763 Johann Michael Conradi
- 1780 Ad. Wilhelm Hochheimer
- 1787 Hans Hochheimer
- 1790 Johann Neumann
- 1797 Martin Neumann
 (Sohn des Johann; † 12. August 1820)
- 1824 Cronenbold
(Mitinhaber der Flörsheimer Fayence-Fabrik)
- 1840 Karl Neumann
- 1845 Lorenz Schleidt
- 1848 Paul Diener
- 1850 Georg Friedrich Schleidt
- 1865 Franz Anton Schleidt
- 1871 Jacob Schleidt
(Initiator der Flörsheimer Feuerwehr)
- 1871–1890 Sebastian Jäger
- 1890–1902 Lorenz Schleidt
- 1902–1933 Jakob Lauck
- 1934–19⁇ Ludwig Stamm (NSDAP)
(übernahm Amt nach Laucks Rücktritt)
- 1945–1954 Jakob Merkel
(bis 1948 nur kommissarisch eingesetzt)
- 195?–1962 Fritz Pein (SPD)

### Bürgerentscheide
Seit Einführung der Möglichkeit zu Bürgerentscheiden in Hessen am 1. April 1993 hat Flörsheim zweimal – am 6. Mai 2007 und am 13. Februar 2011 – über das Betreiben der Planfeststellung zum Bau einer Ortsumgehungsstraße entschieden. Beide Male hat sich die Bevölkerung mit knappen Mehrheiten für die Abstimmungsfrage ausgesprochen, die sich jeweils gegen die Planung einer Ortsumfahrung der Bundesstraßen B 40/519 wandten. Die Beteiligungsquote an den Bürgerentscheiden lag jeweils über 60 Prozent.

### Symbole

#### Wappen
Am 18. Juni 1951 wurde der Gemeinde Flörsheim durch das Hessische Innenministerium das Recht zur Führung eines neu gestalteten Wappens verliehen.
| Wappen von Flörsheim am Main | Blasonierung: „Auf blauem Schild ein zweimastiges Segelschiff über silbernen (weißen) Wellen. Schiffsrumpf und -masten sind golden (gelb). Die beiden Segel silbern. Das größere Segel trägt die schwarze Beschriftung „FFF“. Am Schiffsheck weht eine rote Flagge mit einem silbernen sechsspeichigen Rad. Der Mastkorb über dem Segel mit den drei „F“ ist, ebenso wie je eine spitz auslaufende Flagge an beiden Mastenden, horizontal geteilt – silbern und rot.“ |
| Wappen von Flörsheim am Main | Wappenbegründung: Das Wappenmotiv ist hervorgegangen aus dem seit 1816 verwendeten Sinnbild für das noch bis 1868 verkehrende Flörsheimer Marktschiff, der Flörsheimer Yacht. Seit 1930 ist das Großsegel mit den drei „F“ versehen. Diese Beschriftung erinnert an die 1765 gegründete Flörsheimer Fayence-Fabrik. Das Rad der Heckflagge verweist auf die lange historische Zugehörigkeit zum Mainzer Domkapitel zwischen 1270 und 1803. So wurde das Mainzer Rad im 18. Jahrhundert auf Grenzsteinen und in amtlichen Siegel benutzt. Ältere Gerichtssiegel verweisen, in der bildlichen Darstellung eines thronenden Bischofs im 17. Jahrhundert oder des Mainzer Landespatron St. Martin im 15. Jahrhundert, ebenso auf die Domstadt. |

#### Flagge
Am 17. Oktober 1952 wurde der Gemeinde Flörsheim am Main durch den Hessischen Innenminister die Führung einer Flagge genehmigt, die auf blauem Hintergrund das im Wappen dargestellte Schiff in stilisierter Form zeigt.

### Städtepartnerschaften
- Pérols,  Frankreich – seit 1992
- Pyskowice,  Polen – seit 2005
- Güzelbahçe,  Türkei – seit 2011

### Generalkonsulat
Das Königreich Lesotho unterhält in Flörsheim ein Honorargeneralkonsulat.

## Verkehr und Infrastruktur

### Radwanderwege
Am Mainufer verlaufen mehrere Radwanderwege:
- Der Hessischen Radfernweg R3 (Rhein-Main-Kinzig-Radweg) führt unter dem Motto Auf den Spuren des Spätlesereiters vom Rhein, dann den Main und die Kinzig entlang, über Fulda nach Tann in die Rhön
- Der Main-Radweg führt von den Quellen des Weißen und Roten Mains bis nach Mainz zur Mündung in den Rhein
- Die D-Route 5 (Saar-Mosel-Main) von Saarbrücken über Trier, Koblenz, Mainz, Frankfurt am Main, Würzburg und Bayreuth bis zur tschechischen Grenze über 1021 Kilometer.

### Autobahnanbindung
Flörsheim ist über Weilbach im Norden direkt an die Wiesbaden und Frankfurt verbindende Autobahn A 66 angeschlossen.
Über Rüsselsheim am Main und Hofheim-Wallau besteht Anschluss an die A 3, die das Flörsheimer Stadtgebiet ohne eigene Zufahrt in Ost-West-Richtung schneidet und Weilbach von dessen kleineren Teil Bad Weilbach trennt.
Über die Anschlussstelle Hochheim-Nord erreicht man die Autobahn A 671.

### Nahverkehr

#### Busse
- Linie 001, Stadtwerke Rüsselsheim, Route: Flörsheim – Rüsselsheim
- Linie 809, HLB Hessenbus, Route: Hochheim – Flörsheim – Hofheim
- Linie 817, Schulbusverkehr, Route: Diedenbergen – Flörsheim
- Linie 819, Stadtbus Flörsheim, Route: Flörsheim – Wicker – Weilbach
- Linie 820, Eddersheim Bahnhof – Weilbach – Wicker – Flörsheim Bahnhof

#### Sammeltaxis
Anrufsammeltaxis und Anschlusssammeltaxi
- Linie 818, Route: Flörsheim – Keramag/Falkenberg – Flörsheim
- Linie 818, Route: Flörsheim – Wicker – Weilbach
- Linie 046, Route: Flörsheim/Wicker – Wallau

### Bahnverkehr

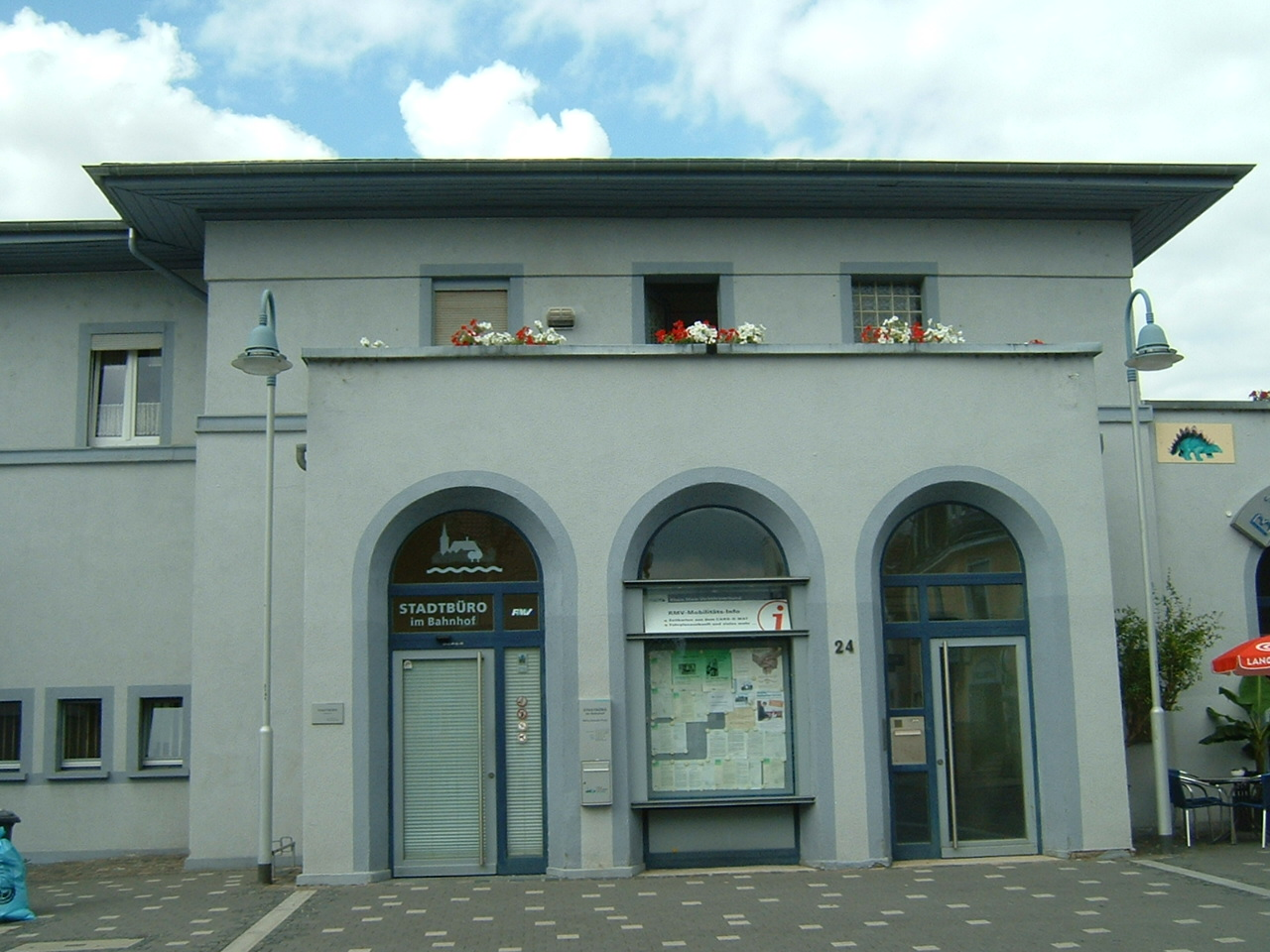
Bahnhofsgebäude, erbaut 1839

Parallel zum Main verlaufend trennt die Wiesbaden und Frankfurt anbindende Strecke der Taunus-Eisenbahn die dem Main zugewandte Altstadt von später bebauten Gebieten. Die S-Bahn-Linie S1 verbindet den Flörsheimer Bahnhof im Halbstundentakt auf der Route Wiesbaden – Mainz-Kastel – Frankfurt – Offenbach – Rödermark-Ober-Roden.

### Schiffsverkehr
Für den Personenverkehr gibt es am Konrad-Adenauer-Ufer eine Bedarfsanlegestelle für Schiffe, für den Güterumschlag eine weitere Anlegestelle an der Hafenstraße.

## Wirtschaft
In Flörsheim ist das Unternehmen BB Services GmbH anässig, Inhaber der Klemmbausteinmarke BlueBrixx.

## Sehenswürdigkeiten

### Mainturm
Der Mainturm wurde Mitte des 16. Jahrhunderts errichtet und gilt als das älteste erhaltene Bauwerk der Stadt. Als Teil einer Befestigungsanlage soll er dem Schutz des Mainufers
und der Kontrolle des Schiffsverkehrs gedient haben. Seit 2001 dient der Mainturm als Kunstforum.

### Berliner Brunnen
Der Berliner Brunnen am Konrad-Adenauer-Ufer, Höhe Pfarrer-Münch-Straße, wurde im Rahmen der Flörsheimer Kerb am 19. Oktober 1975 eingeweiht. Seinen Namen übernahm er von einem Vorgängerbrunnen (1964–1965), dem ein Kilometerstein mit einem Berliner Bären und der Entfernung nach Berlin beigestellt war. Den Neubau hatte die Verlegung einer Öl-Pipeline aus Rotterdam für den Frankfurter Flughafen erforderlich gemacht. Der „neue“ Berliner Brunnen entstand in einer Kooperation zwischen Stadtbauamt, verschiedenen Architekten und Walter Habdank. Seinen Reiz bezieht er aus einfachen kreisförmigen Grundelementen, die intuitiv, aber mit einem feinen Gespür für Harmonie und Balance angeordnet sind. Tatsächlich handelt es sich hierbei um Kanalisationsrohre – Halbfertigteile, die die Firma Dyckerhoff stiftete.

### Mainstein
Der Mainstein wurde 1984 am Mainufer in Höhe des „Bootshauses“ aufgestellt und stellt Flörsheim und seine Stadtteile in der Region Rhein-Main vor und zeigt bildlich die Besonderheiten der Stadt.
So sind auf ihm beispielsweise der Fischfang, der Weinbau, der Verlobte Tag oder der Mainturm reliefartig abgebildet.
Die Stele aus Sandstein schuf der Frankfurter Bildhauer und Steinmetz Reiner Uhl, der zuvor den Faulborn in Bad Weilbach neu gestaltet hatte.

### Flörsheimer Warte
Die Flörsheimer Warte liegt nahe dem Ortsteil Wicker und ist ein 1996 nachgebauter 30 Meter hoher Rundturm. Er steht an der Stelle eines erstmals durch Berthold von Henneberg am Ende des 15. Jh. als einer von vier Warttürmen der Mainzer Landwehr errichteten Turmes von annähernd gleicher Kubatur, die auch der Erbenheimer Warte oder auch der Radheimer Warte an der Bachgauer Landwehr entspricht. Der Nachbau steht beim Ortsteil Wicker an der Regionalparkroute Rhein-Main und ist mit dem angrenzenden Restaurant ein beliebtes Ausflugsziel. Die oberste Ebene bietet durch zwanzig schmale Fenster, zwischen denen jeweils Orientierungstafeln angebracht sind, eine gute Aussicht in die Umgebung.

### Eisenbaum
Der Eisenbaum liegt westlich von Flörsheim und ist ebenfalls Teil des Regionalparks Rhein-Main. Er ist mit seiner ausgefallenen Form sowohl eine Skulptur als auch ein Aussichtsturm. Der stählerne 18 Meter hohe Baum besitzt zehn künstliche Äste und bietet eine 9 Meter hohe Aussichtsplattform. Eine solarbetriebene Tonanlage an der Plattform spricht und macht Geräusche.

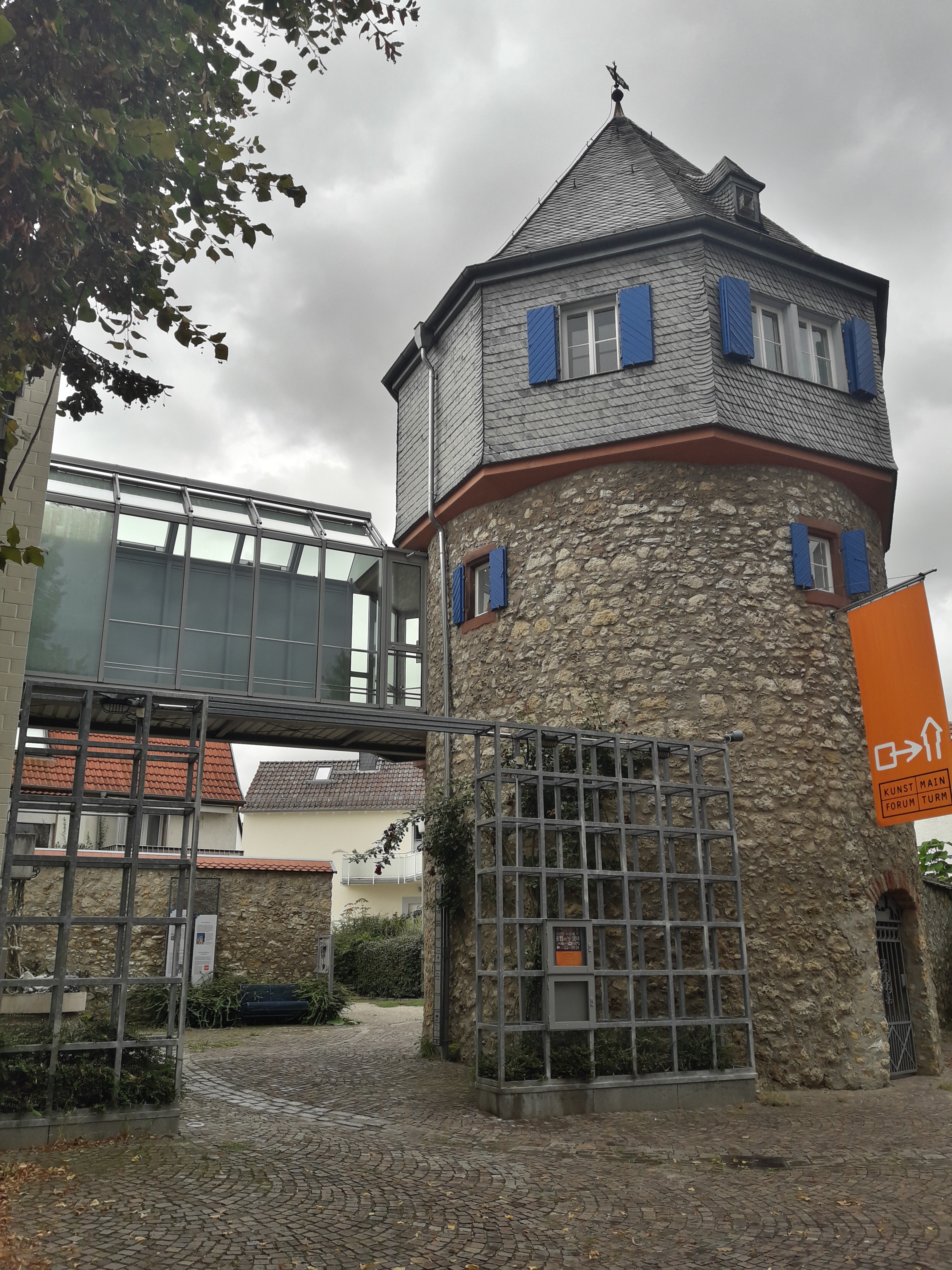
Der Mainturm
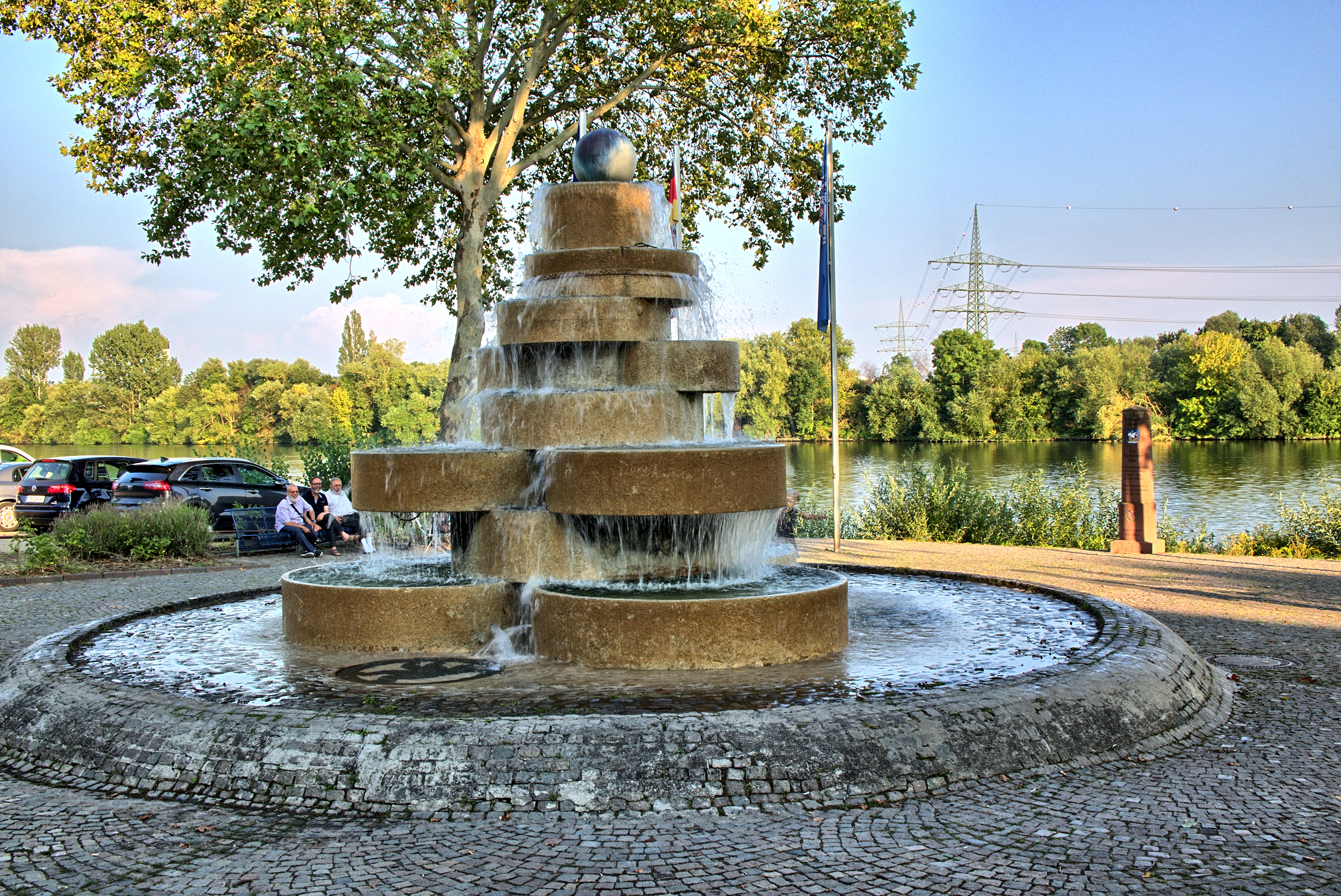
Der Berliner Brunnen
Der Mainstein
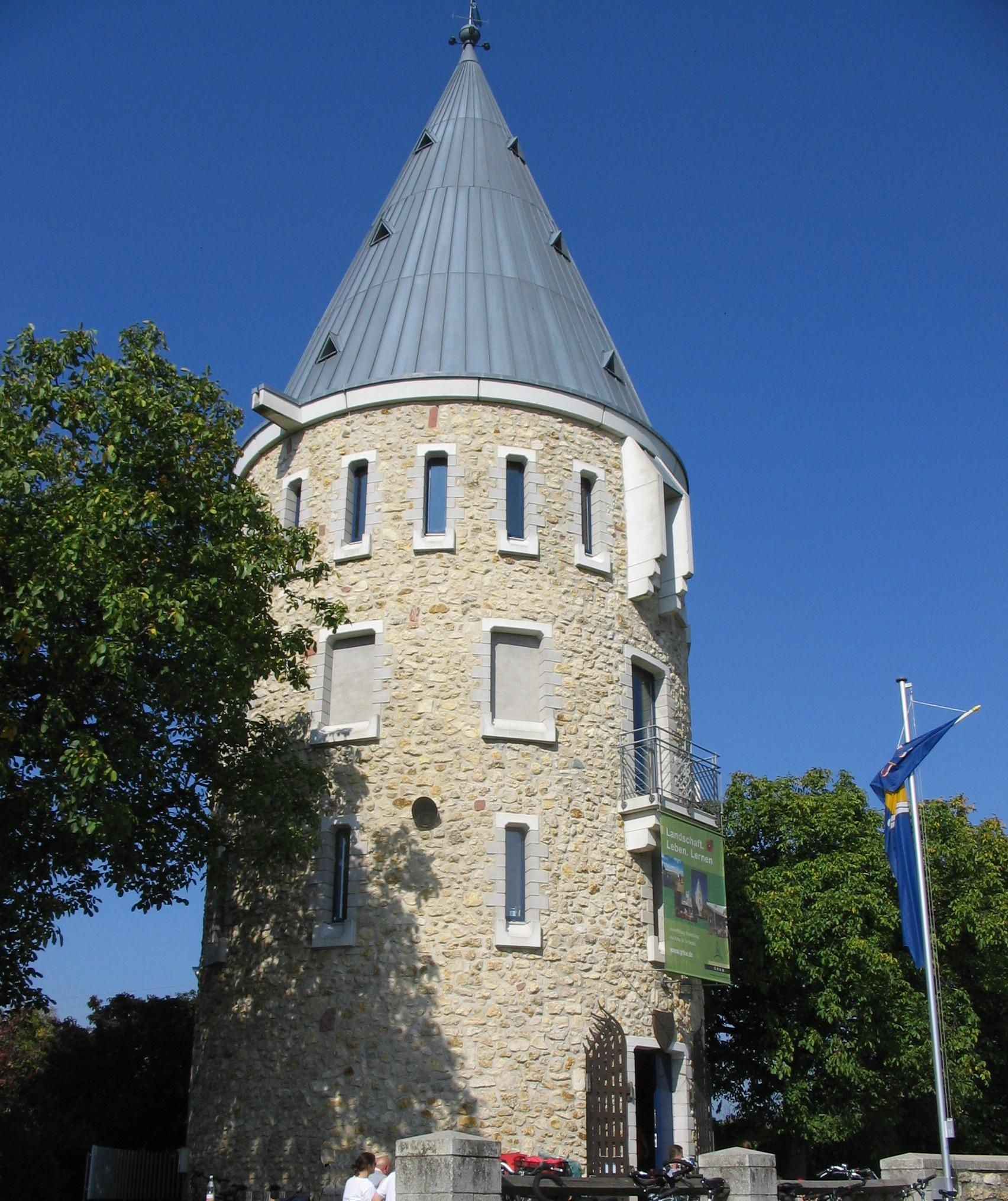
Die Flörsheimer Warte
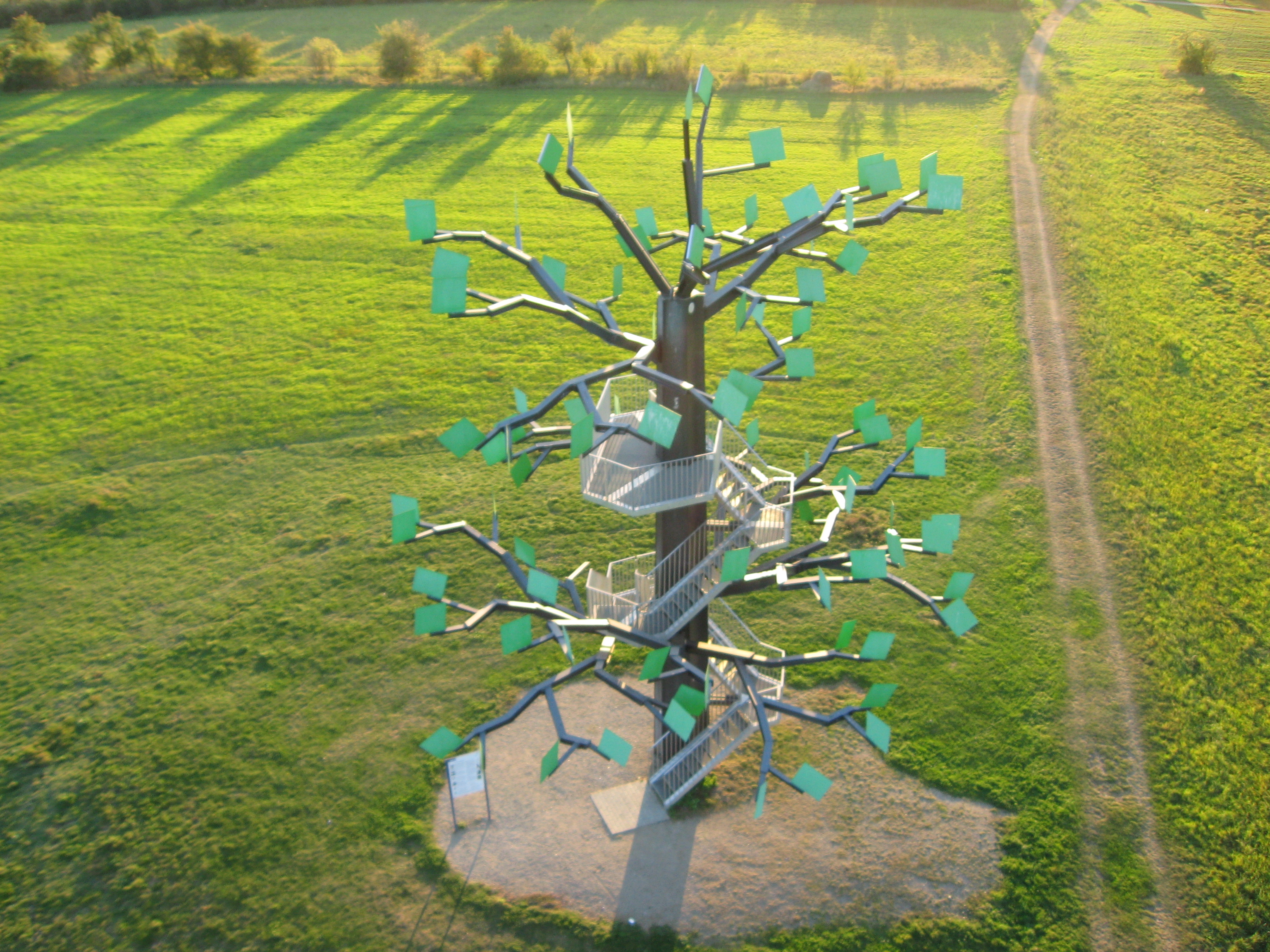
Der Eisenbaum

## Kultur

### Einrichtungen

#### Kunstforum Mainturm
Das Kunstforum Mainturm wurde im November 2001 eröffnet. In knapp einjähriger Bauzeit entstand ein Gebäudekomplex, der das historische Gebäude Mainturm mit dem Nachbarhaus, dem ehemaligen Wärmestübchen, baulich verbindet. Der Architekt und Planer Franz Josef Hamm, Limburg/Lahn, verlängerte das Wärmestübchen in östlicher und nördlicher Richtung und schuf einen verglasten Steg als Verbindung zwischen dem Mainturm und dem Nachbarhaus.
Das Kunstforum Mainturm ist eine Stätte des ideellen Austausches und Dialogs. Auf insgesamt vier Etagen bietet das Haus Platz für kulturelle Veranstaltungen und die Begegnung von Kunstschaffenden mit Kunstinteressierten.

### Veranstaltungen

#### Fastnacht
Jedes Jahr am Fastnachtssonntag beginnt um 13.31 Uhr mit dem Flörsheimer Fastnachtsumzug oder „Fassenachtszuuch“ der Höhepunkt der „Flerschemer Fassenacht“, zum Teil mit über 3500 Teilnehmern und um die 160 Zugnummern. Regelmäßig übersteigt die Zahl der Gäste die der Einwohner. Im Jahr 2007 berichtete der Hessische Rundfunk sogar von 80.000 Besuchern.
Der Fastnachts- oder Narrenruf „Hall die Gail“ entstammt der Zeit, als im Fastnachtszug noch viele Wagen mit Pferdegespannen fuhren. Er war die Aufforderung an einen Zugwagenlenker innezuhalten bzw. die vor der ausgelassenen Menschenmenge scheuenden Pferde im Zaum zu halten. So übersetzt sich „Hall die Gail“ mit „Halte die Pferde/Gäule!“

#### Open-Air-Festival
Seit den 1970er Jahren gibt es an einem Juli-Wochenende das „Flörsheimer Open Air“, ein kleines Rock-Musikfestival mit freiem Eintritt auf den Wiesen unter der Mainbrücke nach Rüsselsheim.
Das Festival wird vom örtlichen Verein Old Company nur durch ehrenamtliche Helfer ausgerichtet und fand 2015 bereits zum 40. Mal statt.

#### Verlobter Tag

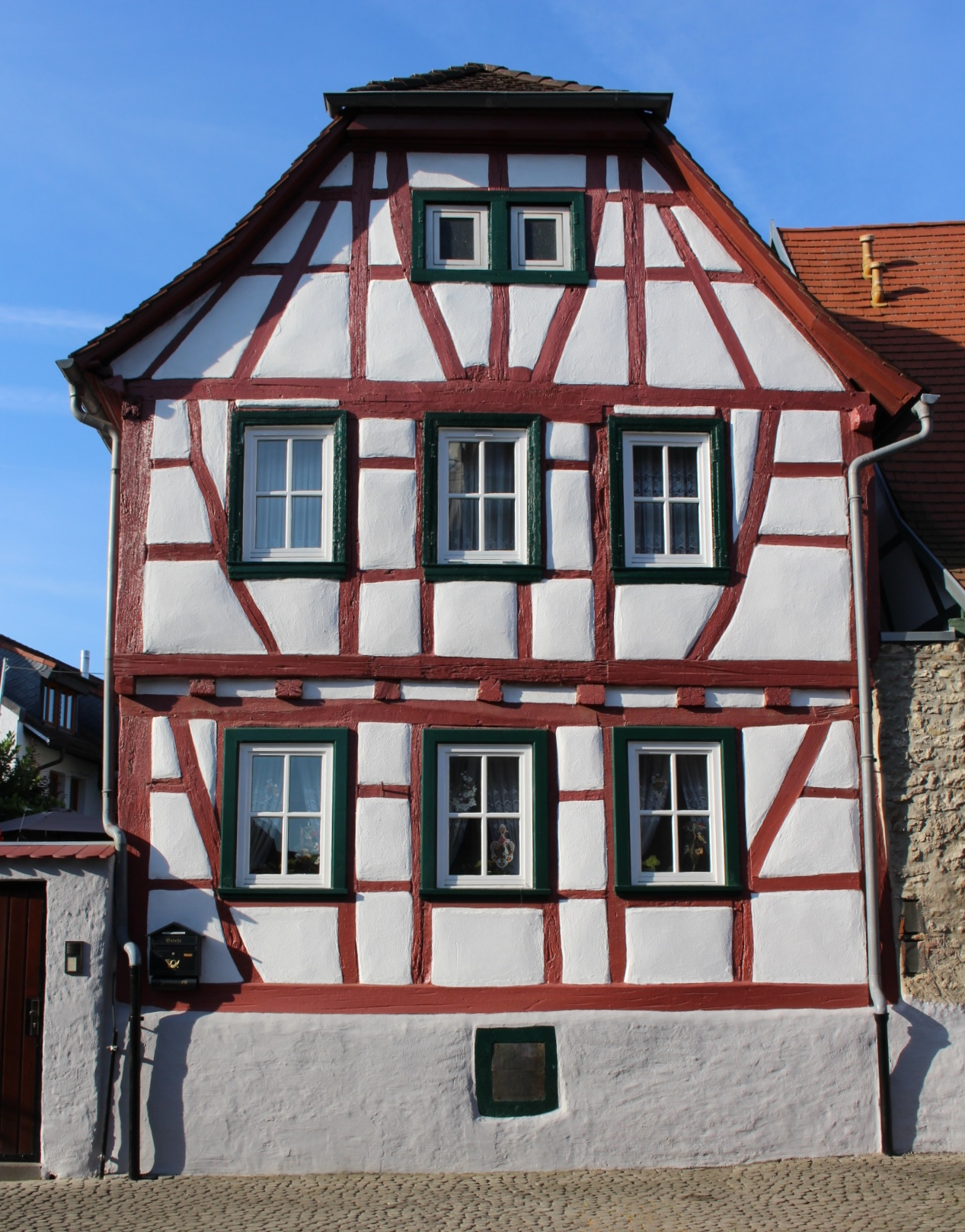
Fachwerkhaus in der nach Pfarrer Münch, dem Initiator des „Verlobten Tages“, benannten Straße.

Jedes Jahr am letzten Montag im August feiert die Stadt den „Verlobten Tag“. Dieser hat seinen Ursprung im Jahr 1666, als in Flörsheim die Pest wütete. Nachdem innerhalb kürzester Zeit mehr als 200 Einwohner gestorben waren und der kleinen Gemeinde von etwa 700 Einwohnern die völlige Ausrottung drohte, beteten der Überlieferung nach die Überlebenden in höchster Not um Rettung.
Als die Pest dann tatsächlich endete, gelobten die Flörsheimer zusammen mit dem Initiator Pfarrer Johannes Laurentius Münch „solange in Flörsheim Stein auf Stein steht, eine Dankprozession zum Lobpreis des Allerhöchsten alljährlich durchzuführen“. Dieses Gelöbnis wurde bisher strikt eingehalten; auch in Kriegszeiten und trotz zeitweisem Verbot der Veranstaltung. Am 29. August 2016 wurde der „Verlobte Tag“ zum 350. Mal gefeiert.

#### Kirchweih
Verwurzelt in dem Fest zur Weihe der St.-Gallus-Kirche wird am 16. Oktober, dem Tag des Namenspatrons St. Gallus, beziehungsweise am darauffolgenden Wochenende die „Flerschemer Kerb“ abgehalten. Seit über hundert Jahren wird alljährlich am Mainufer ein Jahrmarkt errichtet. Während dort ein Rummel mit Buden und Fahrgeschäften betrieben wird, organisieren die Kerweborsch (Kerbeburschen) Tanzveranstaltungen – pflegen Brauchtum und Geselligkeit: Traditionell wird am Samstag ein Baum errichtet, der mit Kerwebobb (Kerbe-Puppe) und Bluns (Blutwurst ohne Grieben) ausgestattet ist. Ein Umzug findet statt. Die Flörsheimer Besonderheit der „Nachkerb“ am nachfolgenden Wochenende stand im Jahr 2014 zur Disposition.
Künftig findet der traditionelle Abschluss der Kerb mit Beerdigung der Kerbe-Puppe und Feuerwerk schon am Nachkerbesonntag statt wie bislang montags statt.

#### Gallus-Konzerte
Seit 1980 finden im vierten Quartal eines Kalenderjahres die Gallus-Konzerte statt, eine musikkulturelle Reihe, deren konzertante Aufführungen teilweise als Veranstaltungen des Hessischen Rundfunks geführt werden.

## Religion

### Katholische Gemeinde
Die katholischen Gemeinden St. Gallus und St. Josef in Flörsheim, St. Katharina in Wicker und Maria Himmelfahrt in Weilbach befinden sich im Prozess der Bildung eines gemeinsamen Pastoralen Raumes Flörsheim. Dieser soll ab Januar 2015 unter dem Namen Pfarrgemeinde St. Gallus firmieren. Die Gemeinden St. Josef, Maria Himmelfahrt und St. Katharina sollen als Ortskirchen weiterbestehen.

### Ahmadiyya-Gemeinde
Die Ahmadiyya-Gemeinde eröffnete 2013 die Ata-Moschee in der Altkönigstraße. Hierbei wurde ein ehemaliger Lebensmittel-Discounter in eine als architektonisch erkennbare Moschee umgewandelt, mit zwei ins Dach eingefügten Kuppeln, sowie ein etwa 10 Meter hohes symbolisches Minarett am Eingang. Die Gemeinde umfasste zur Eröffnung 140 Mitglieder.

### Galerie sakraler Bauten und Monumente

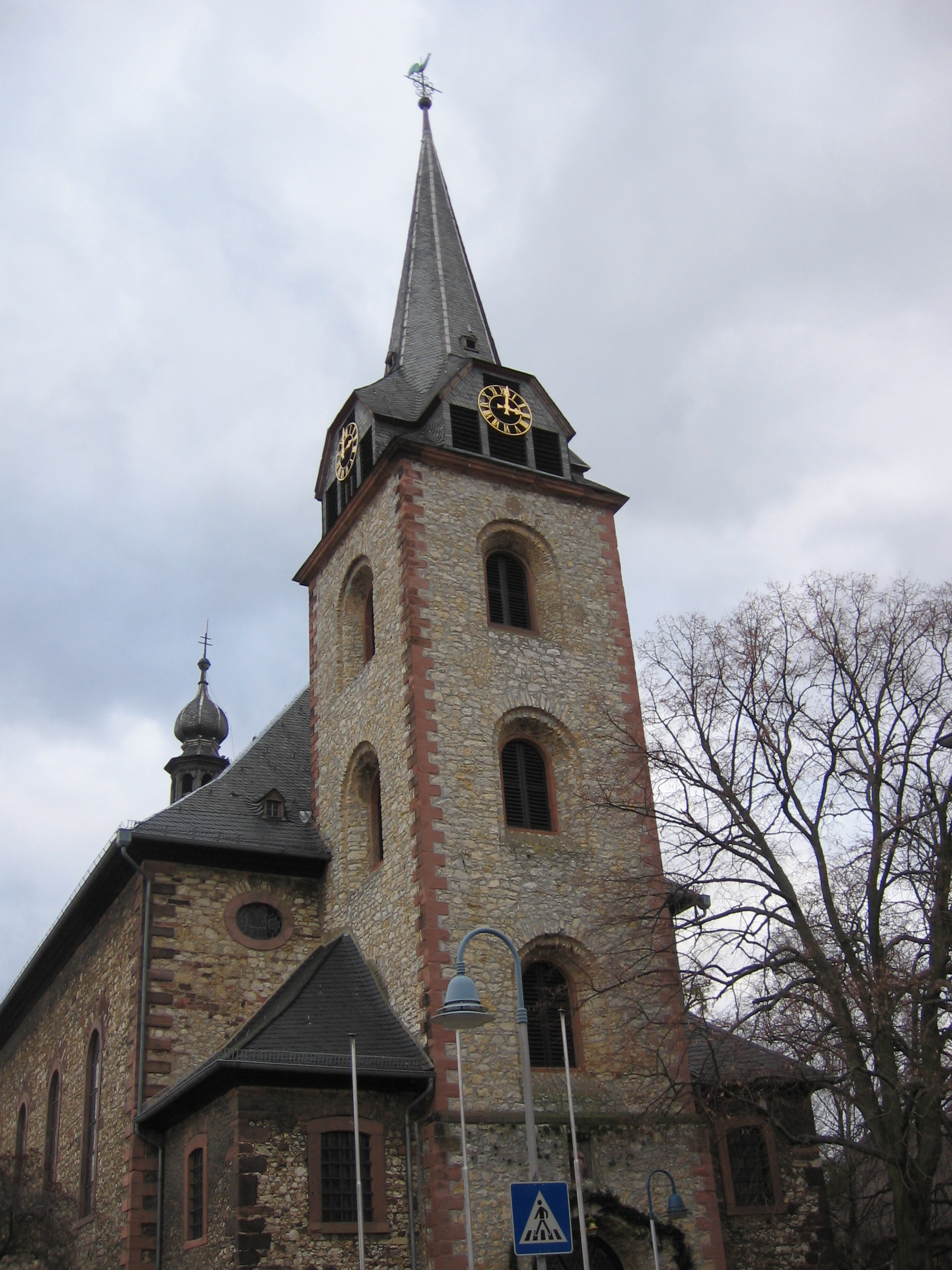
Katholische Kirche St. Gallus
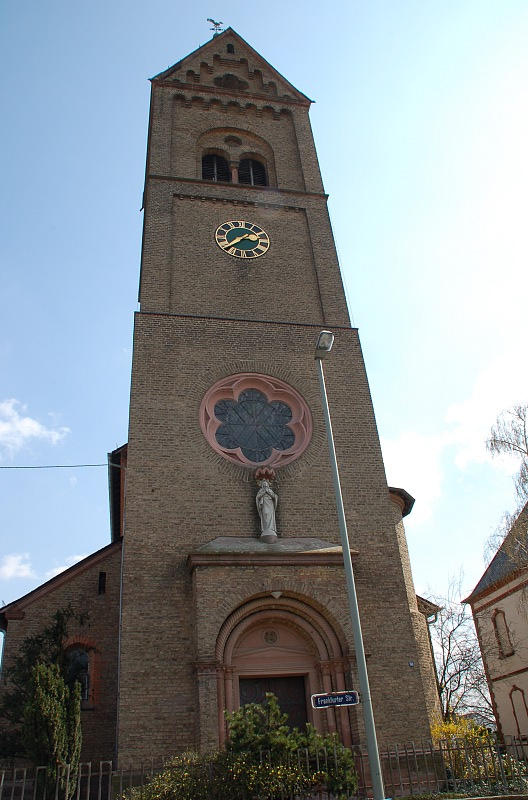
Katholische Kirche Maria Himmelfahrt in Weilbach
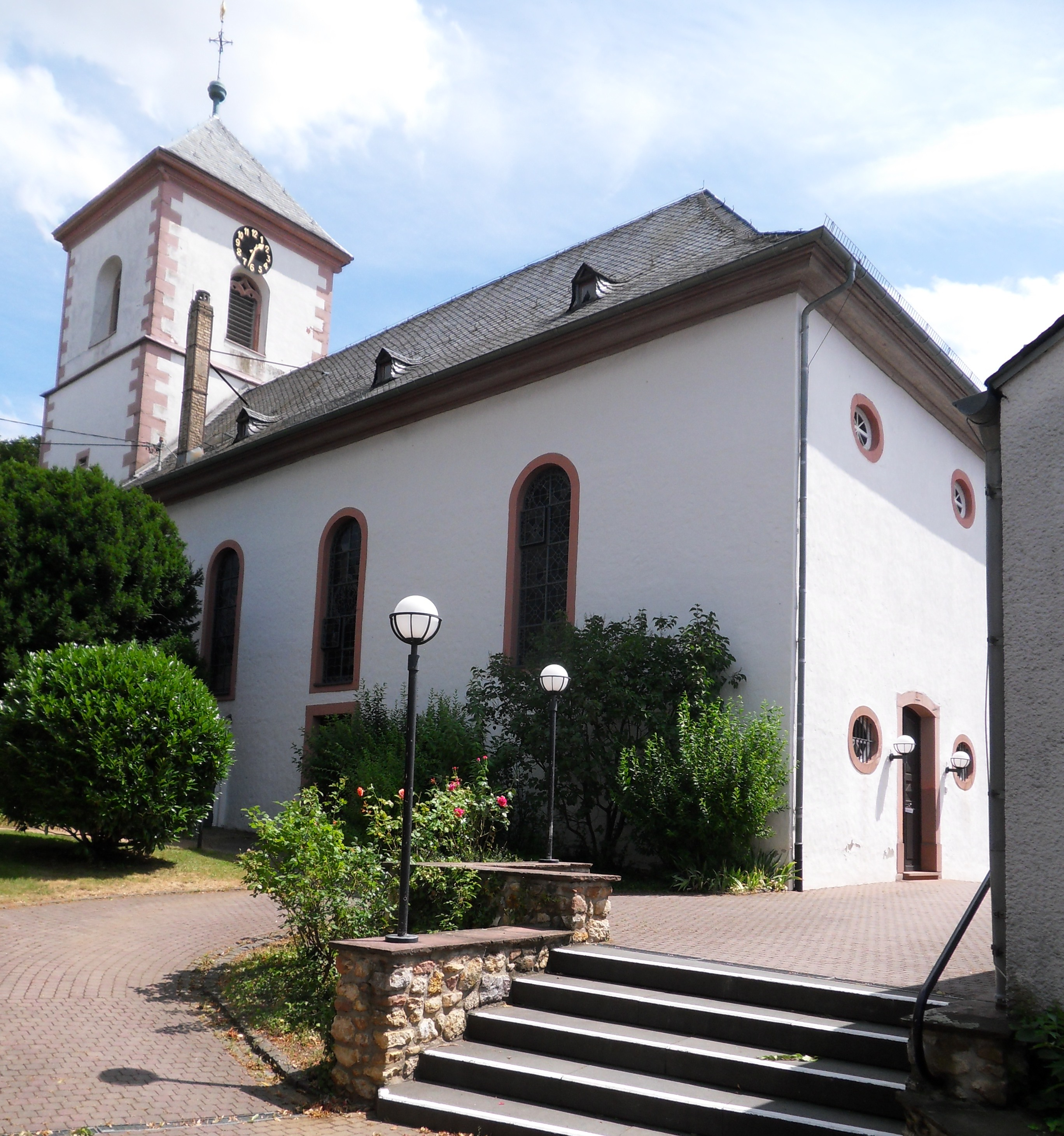
Katholische Kirche St. Katharina in Wicker
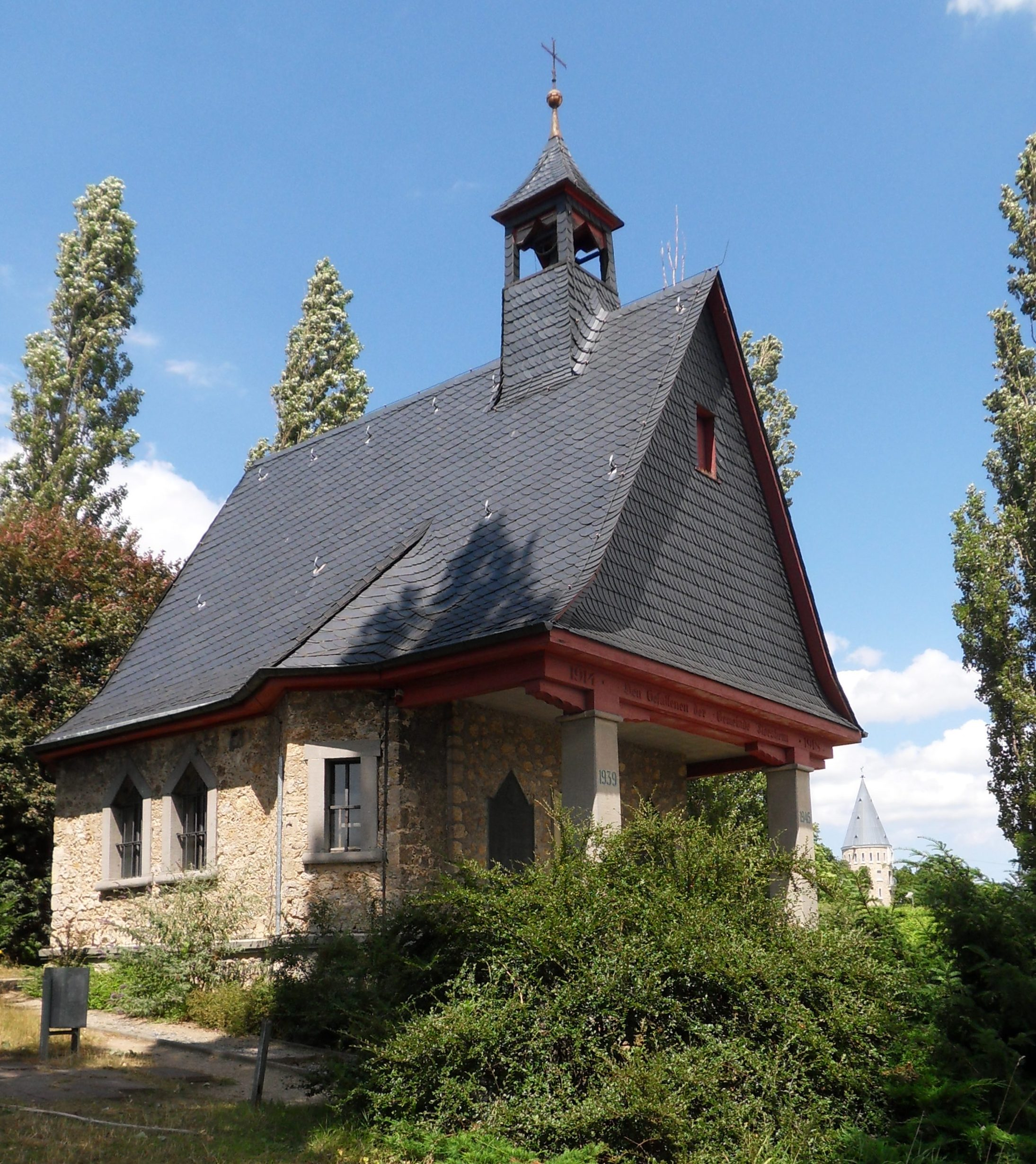
Kriegergedächtniskapelle in der „Flörsheimer Schweiz“, errichtet 1928
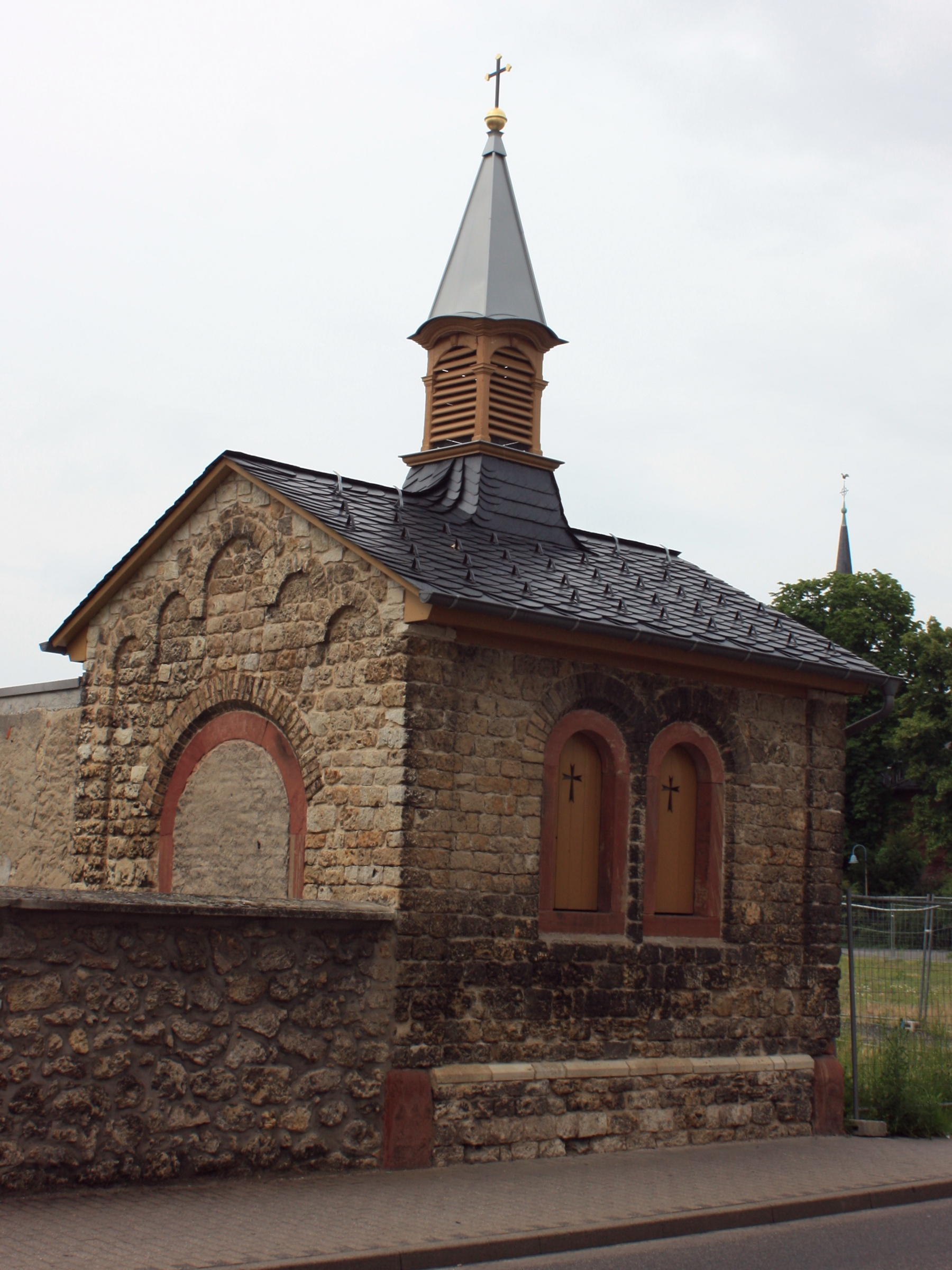
Kapelle Bahnhofstraße 6
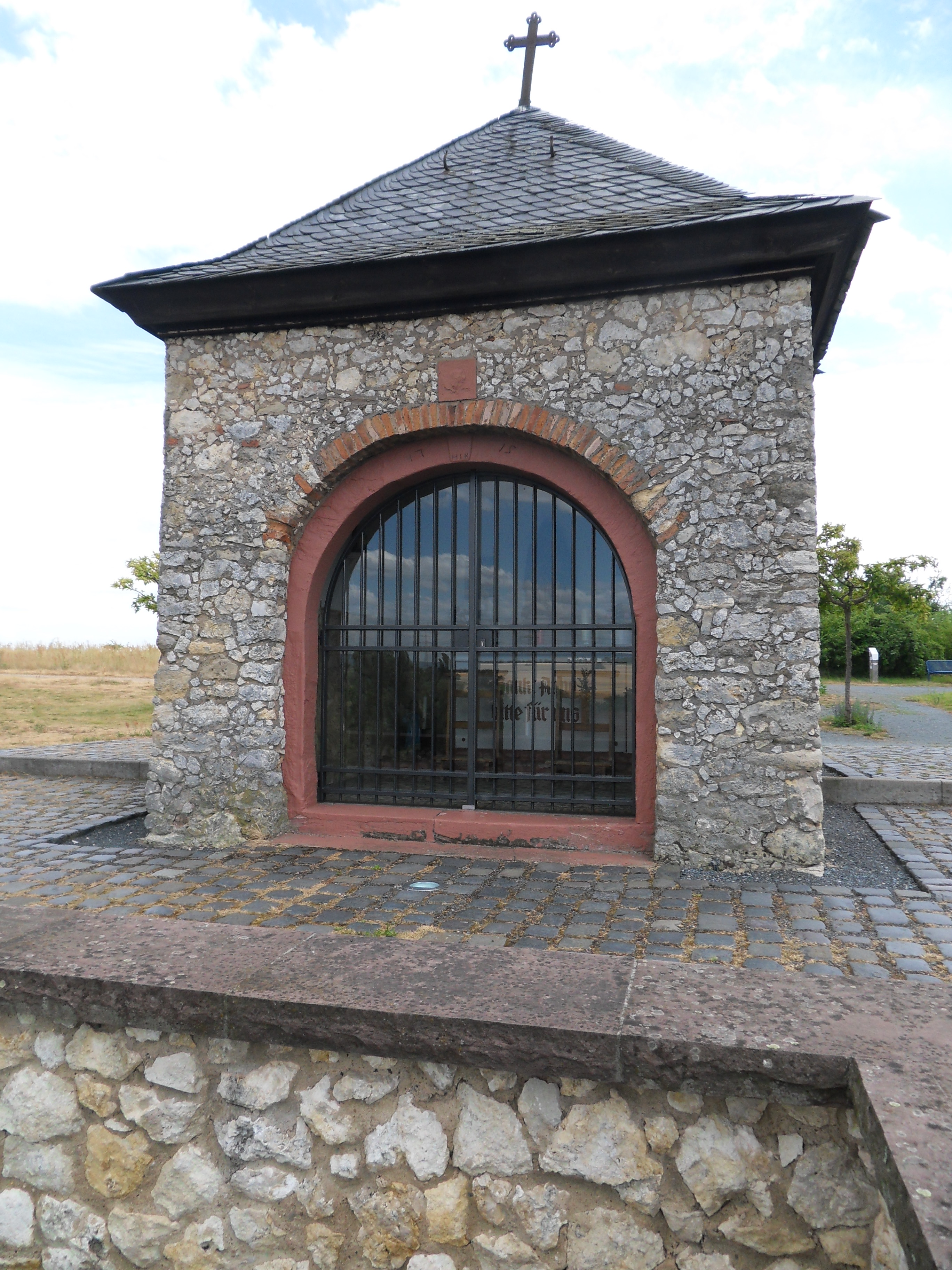
St. Anna-Kapelle von 1715 an der Wiesenmühle
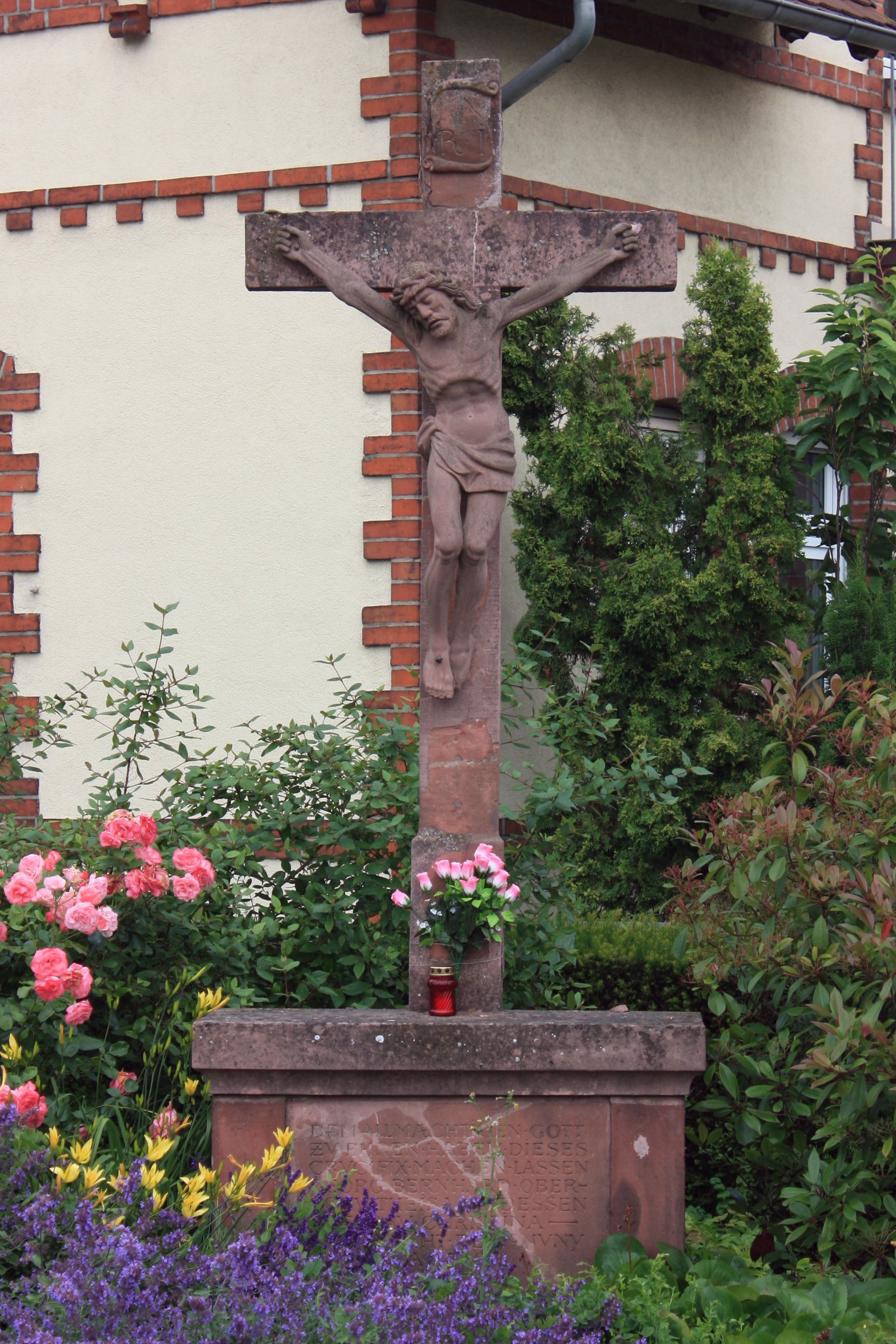
Wegkreuz, Bahnhofstraße 18
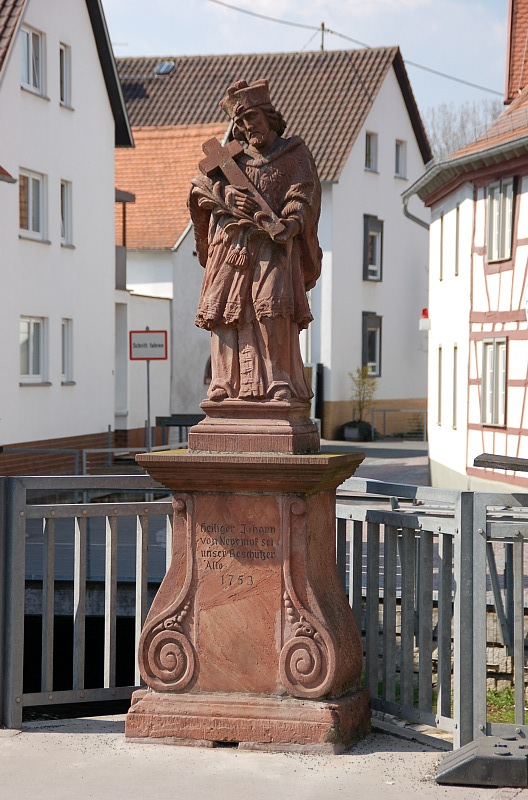
Statue des Brückenheiligen Nepomuk (1753) in Weilbach
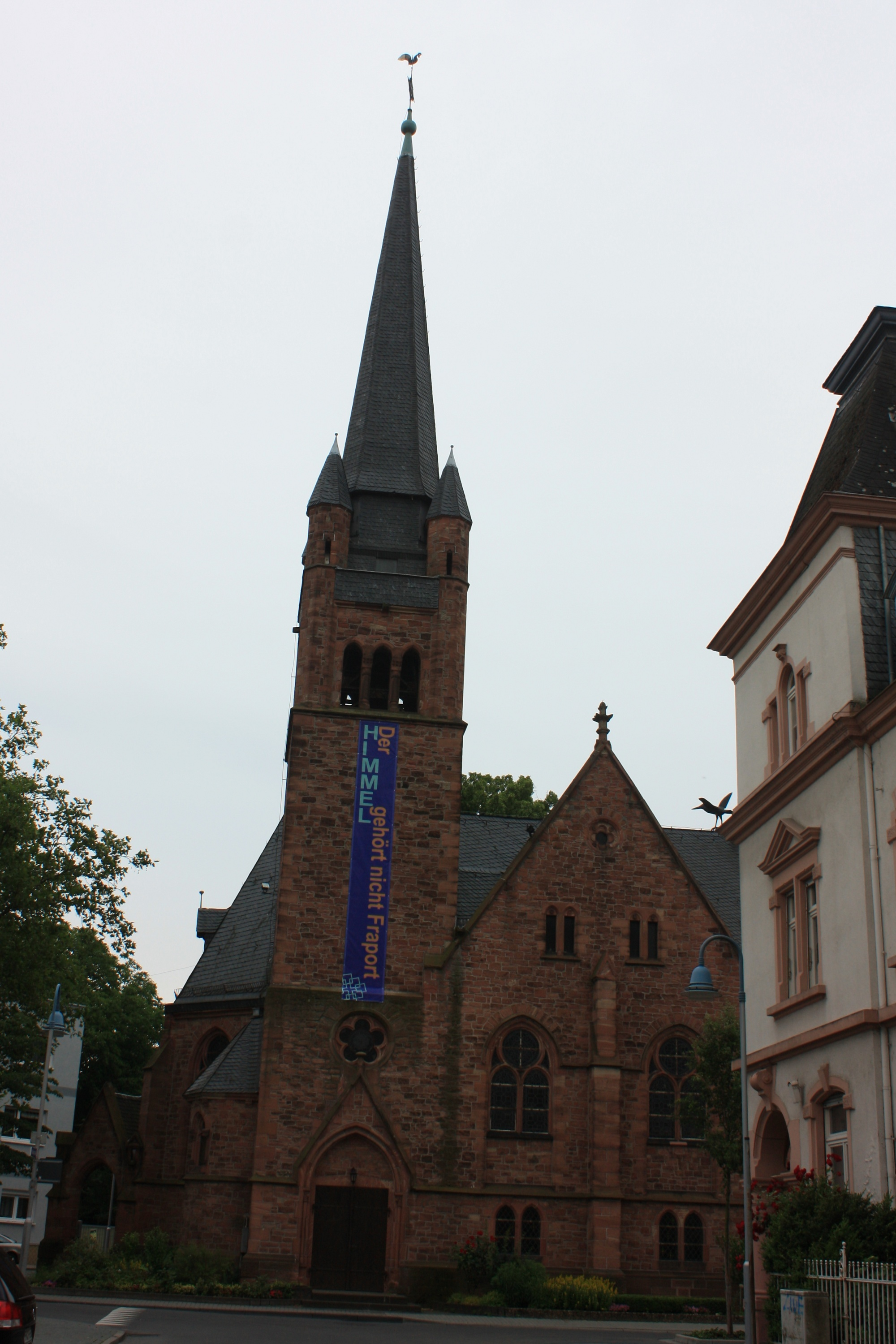
Evangelische Pfarrkirche

## Persönlichkeiten

### In der Stadt geboren
- Margreth (um 1598–1617), Johann und Ela Schad, Opfer der Hexenverfolgungen
- Johannes Laurentius Münch († 1713), Pfarrer und Initiator des Verlobten Tages
- Christian Georg Schütz der Ältere (1718–1791), Maler und Kupferstecher
- Martin Neumann (1760–1820), Landtagsabgeordneter
- Franz Anton Schleidt (1832–?), Bürgermeister und Mitglied der Zweiten Kammer der Landstände des Herzogtums Nassau
- Andreas Schwarz (1869–1955), Mainschiffer und Mitglied des Provinziallandtages der Provinz Hessen-Nassau
- Heinrich Dreisbach (1881–1967), Verleger und Heimatdichter
- Karl Becker (1923–2002), Mediziner und Politiker (CDU)
- Berthold Gall (* 1947), Landrat des Main-Taunus-Kreises (1999–2011)
- Werner Breunig (* 1956), Politikwissenschaftler
- Bernd Scholl (* 1956), Komponist und Musiker
- Bernd Blisch (* 1962), Historiker, Politiker (CDU) und Bürgermeister
- Ralf Balzis (* 1965), Fußballspieler und -trainer
- Mario Hergueta (* 1967), Bildender Künstler
- Andrea Pufke (* 1967), Kunsthistorikerin und Denkmalpflegerin
- Deniz Yücel (* 1973), Journalist und Kurt-Tucholsky-Preisträger
- Christopher Heck (* 1974), Sportlehrer und Fußballtrainer
- Jens Weckbach (* 1970), Ruderer und Politiker (CDU)
- Abdelaziz Ahanfouf (* 1978), marokkanischer Fußballnationalspieler
- Sharon Battiste (* 1991), Schauspielerin
- Andreas Nicklaus (* 1999), Basketballspieler

### Mit der Stadt verbunden
- Max Schohl (1884–1943), Unternehmer und Mäzen, ermordet in Auschwitz[86]
- Michael Wolff Metternich (1920–2018), Automobilhistoriker
- Georg Badeck (1938–2004), Politiker (CDU) und Mitglied des Landtages
- Gisbert Beck (1939–1983), Stadtverordneter, Polizist und Amokopfer
- Michael Antenbrink (* 1955), Politiker (SPD) und Bürgermeister (2006–2018)
- Doris Akrap (* 1974), Journalistin

### Ehrenbürger

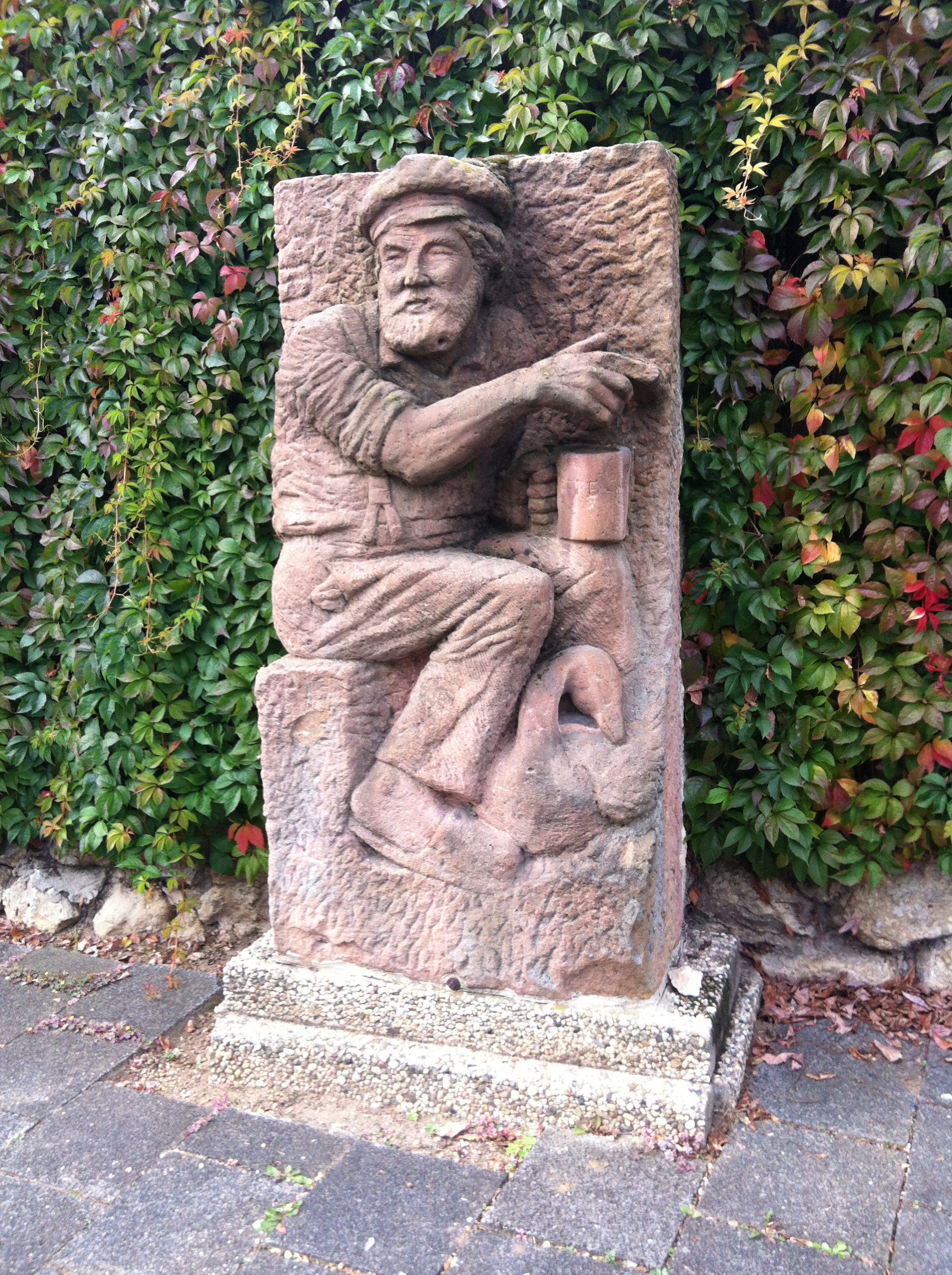
„Gänskippelschorsch“ am Konrad-Adenauer-Ufer

- 1914: Gustav Dyckerhoff (1838–1923), Industrieller[87]
- 1914: Rudolf Dyckerhoff (1842–1917), Industrieller[87]
- 1949: Georg von Opel (1912–1971), Automobilunternehmer, Sportler und Sportfunktionär[87]
- 1953: Andreas Schwarz[87]
- 1953: Philipp Schneider (1876–1963), Lokalhistoriker und Autor[87]
- 1955: Jakob Altmaier (1889–1963), Politiker (SPD), MdB,[87] Widerstandskämpfer und Journalist (Pseudonym „Gänsekippelschorsch“)
- 2011: Mathäus Lauck (* 1931), Politiker (CDU)[87]